# آستارا
آستارا () از شهرهای بزرگ استان گیلان و مرکز شهرستان آستارا است. آستارا در شمالی‌ترین نقطهٔ استان گیلان و در مرز ایران با جمهوری آذربایجان می‌باشد و از نظر جغرافیایی در مرکز منطقهٔ تالش قرار گرفته است. آستارا از شرق به دریای خزر، از شمال به آستارای جمهوری آذربایجان، از غرب به استان اردبیل و از جنوب به شهرستان تالش محدود شده است. رود آستارا، آستارای ایران را از آستارای جمهوری آذربایجان جدا می‌سازد. بخش اصلی جادهٔ اردبیل—آستارا تقریباً به موازات همین رود و خط مرزی کشیده شده است. این شهر از نظر ارتباطی بر سر یک سه‌راهی مهم قرار گرفته است؛ راه جنوبی آن به بندر انزلی و رشت، راه شمالی آن به آستارای جمهوری آذربایجان و باکو و راه غربی آن نیز که از گردنهٔ حیران می‌گذرد، به اردبیل و تبریز منتهی می‌شود. آستارا شهری مرزی و یکی از قطب‌های اقتصادی، توریست داخلی و بین‌المللی در ساحل غربی دریای خزر در شمال ایران است. طبق سرشماری ۱۳۹۵، جمعیت شهر آستارا ۵۱٬۵۷۹ نفر است.
آستارا از لحاظ اقتصادی در سطح استان و کشور نقش تعیین‌کننده‌ای را داراست. این شهر از لحاظ اقامت مسافر در سطح استان گیلان دارای رتبهٔ نخست بوده و جزو
۲۰ تا ۳۰ شهر گردش‌پذیر ایران با جذب سالانه شش میلیون مسافر داخلی و ۸۰۰ هزار مسافر خارجی به‌شمار می‌رود. علاوه بر این، بندر آستارا نخستین بندر خصوصی کشور و پنجمین بندر فعال ترانزیتی شمال کشور است. آستارا مهم‌ترین پل ارتباطی راهبردی میان ایران و جمهوری آذربایجان، دروازهٔ ورود به منطقهٔ قفقاز، دروازهٔ طلایی ورود به اروپا، دارای بزرگ‌ترین صادرات کشور در زمینهٔ تجارت چمدانی، سومین مرز فعال کشور در زمینهٔ صادرات و واردات، یکی از قدیمی‌ترین گمرکات کشور با بیش از ۲۰۰ سال سابقه، رتبهٔ نخست صادرات و بزرگ‌ترین گمرک زمینی شمال کشور، از امن‌ترین و پرترددترین مرزهای زمینی کشور، دومین منبع درآمد گمرکی استان گیلان و دارای بیشترین سهم ارزشی صادرات چمدانی در کشور است.
روز ۱۵ شهریور که سالروز دو رویداد مهم فرهنگی شهر یعنی تأسیس مدرسه حکیم نظامی (قدیمی‌ترین مدرسهٔ فعال در آستارا) به سال ۱۲۸۷ شمسی و نیز اعلام ریشه‌کنی بی‌سوادی در آستارا به سال ۱۳۴۸ شمسی است، به نام روز ملی آستارا نام‌گذاری شده است.

## نام

### پیشینیه
قدیمی‌ترین مأخذ شناخته‌شده که در آن، نام آستارا یاد شده، کتاب حدود العالم (تألیف ۳۷۲ ه‍.ق/۹۸۲ م) است که آن را به صورت «استراب» ضبط کرده و یکی از ناحیه‌های یازده‌گانهٔ گیلان دانسته است. رشیدالدین فضل‌الله همدانی (۷۱۸–۶۴۸ ه‍.ق) در مکاتبات رشیدی، حافظ ابرو (۸۳۳–۷۶۰ ه‍.ق) در ذیل جامع‌التواریخ رشیدی، ابوبکر طهرانی (سده ۹ ه‍.ق) در دیار بکریه و حسن‌بیگ روملو (۹۸۵–۹۳۷ ه‍.ق) در احسن‌التواریخ نام این محل را به صورت «آستاره» ذکر کرده‌اند. ظهیرالدین مرعشی (۸۹۲–۸۱۵ ه‍.ق) در تاریخ گیلان و دیلمستان سه بار نام این محل را به صورت «آستارا» و یک بار هم به صورت «استاره» آورده است. همچنین عبدی بیگ شیرازی (درگذشتهٔ ۹۹۸ ه‍.ق) در صریح‌الملک این نام را به شکل‌های «اصطاراب»، «اصطراب» و «استاره» یاد کرده که دو تای اول، مشابه شکل مذکور در حدود العالم است. بیشتر مؤلفان بعدی مانند میرخواند (۹۰۳–۸۳۷ ه‍.ق) در روضةالصفا، حافظ حسین کربلایی (درگذشتهٔ ۹۹۷ ه‍.ق) در روضات الجنان و جنات الجنان، علی بن شمس‌الدین لاهیجی (سده ۱۰ ه‍.ق) در تاریخ خانی، عبدالفتاح فومنی (سده ۱۱ ه‍.ق) در تاریخ گیلان، اسکندر بیگ ترکمان (۱۰۴۳–۹۶۸ ه‍.ق) در عالم‌آرای عباسی و میرزا مهدی استرآبادی (سده ۱۲ ه‍.ق) در جهانگشای نادری نام این شهر را به صورت «آستارا» آورده‌اند. نام آستارا به صورت‌های «آستاراباد» توسط ابن بزاز اردبیلی (سده ۸ ه‍.ق) در صفوةالصفا، و «آستره» توسط میرزا محمدکاظم مروی (سده ۱۲ ه‍.ق) در عالم‌آرای نادری نیز ضبط شده است.

### معنا
نام آستارا همواره همچون یک معما مورد توجه بوده است و تفسیرهای متفاوتی از ریشه‌های لغوی و معنای آن صورت می‌گیرد. فرضیه‌های متداول پیرامون معنای نام آستارا به شرح زیر هستند:
1. نام آستارا در ارتباط با واژهٔ ستاره است. آستارا از نام اِسْتِراب، ستارهٔ آب و آبادانی، منسوب به آناهیتا، ایزدبانوی آب‌ها در ایران باستان اخذ شده است. آناهیتا معادل ایشتار یا ایستار در تمدن بابِل می‌باشد.
2. نام آستارا دارای منشأ تالشی و شکل تغییریافتهٔ «اُستورو» (تالشی: ostoro) با جزءهای «اُ» + «ستو» + «رو» است. در زبان تالشیِ گویشِ آستارا، به‌ترتیب واژهٔ «اُ» (تالشی: o) یا «اُوْ» (تالشی: ov) به معنی آب؛ واژهٔ «سْتو» (تالشی: sto) یا «سِتو» (تالشی: sēto) به معنی کناره، کرانه، لبه، و بلندای کنار رودخانه یا دریا؛ و واژهٔ «رُو» (تالشی: ro) به معنی راه است و معنای کلی آن، راه کنار آب است. علت نام‌گذاری آن، ساحلی بودن مسیری بود که در گذشته از لنکران آغاز شده و با عبور از آستارا، به سمت انزلی می‌رفت.
3. نام آستارا دارای منشأ تالشی و شکل تغییریافتهٔ «هوسته‌رو» (تالشی: hosta ro) با جزءهای «هوسته» + «رو» است که معنای راهی که باید در آن آهسته حرکت کرد را دارد. علت اطلاق این نام، بارش زیاد و باتلاقی بودن مسیرهای حرکت بوده که باعث می‌شده است که بومی‌های منطقه به این صورت به یکدیگر هشدار بدهند. هشدار به جهت مواظبت از خطر حیوانات نیز دلیل دیگری است که برای این فرضیه بیان شده است.
4. به علت پوشیدگی مداوم آسمان منطقه از ابر و مه، اغلب شب‌ها، مردم قادر به مشاهده ستارگان در آسمان نبودند و هر زمان که ستاره‌ای در آسمان می‌دیدند، فریادِ «آی! ستاره» برمی‌آوردند که در اثر کثرت تلفظ، به «آستارا» تبدیل شده است. در زبان تالشی، ستاره به صورت‌های «سارَه» (تالشی: sāra)، «آسْتورَه» (تالشی: āstora)، «اِسْتارَه» (تالشی: ēstāra)، «اوسْتووَه» (تالشی: ostova)، و «آسْتووَه» (تالشی: āstova) گفته می‌شود.
5. به‌دلیل صعب‌العبور بودن راه‌های ارتباطی آستارا با مناطق مجاور و نیاز به استفاده از قاطر جهت حرکت، نام «اَسْتَرْ رو» (به معنای راهی که با قاطر قابل پیمودن است) خطاب شده که در گذر زمان، ابتدا به «اَسْتَرو» و سپس به «آستارا» تغییر یافته است.
6. نام آستارا دارای منشأ ترکی با جزءهای «آس» + «تا» + «آرا» است که با توجه به زبان بومی منطقه این ادعا قابل اعتنا نیست.

اشرف‌آقا حریری (۱۳۹۳–۱۳۰۴) پژوهشگر تاریخ محلی، در خصوص ریشهٔ لغوی نام آستارا، بر فرضیهٔ نخست تأکید دارد. حریری با اشاره به نگارش نام آستارا در صفوةالصفا به صورت «استارآباد»، توجه به فرهنگ انجمن‌آرای ناصری (۱۲۸۸ ه‍.ق/۱۸۷۱ م) که آستارا را «شهر ستاره» معنا کرده، و نیز استناد به ابراهیم پورداوود (۱۳۴۷–۱۲۶۴) ایران‌شناس و پژوهشگر زبان فارسی، که «آستارا» را یک واژهٔ اَوِسْتایی به معنای «گسترهٔ آب» دانسته، معتقد است که این واژه ابتدا به نام ایزدبانوی عشق و شادی (ایستار) بوده و سپس نام شاهزادگان، و در نهایت نام شهرها و بنادر شده است. به نوشتهٔ حریری، نام شهرهای «آستراخان» (یا آستاراخان) و «اِسْتارْباد» (نام قدیمیِ استرآباد=گرگان) هم‌ریشه با آستارا هستند. بهروز نعمت‌اللهی (۱۳۸۲–۱۳۱۵) پژوهشگر تاریخ محلی، نیز شباهت نام‌های آستارا و استارباد را در راستای فرضیهٔ نخست مورد توجه قرار داده است. یزید بن مهلب، حاکم عراق (ح. ۹۹–۹۶ ه‍.ق) که همزمان به امارت خراسان نیز منصوب شده و مأمور فتح طبرستان شده بود، شهر استارباد را در جای قصبه‌ای به نام «اَسْتَرَکْ» بنا کرد که نام استارباد نیز از همان گرفته شده است.
سازمان جغرافیایی نیروهای مسلح در فرهنگ جغرافیایی آبادی‌های کشور، فرضیهٔ سوم را به عنوان ریشهٔ احتمالی نام آستارا ذکر کرده و این گزاره توسط احمد آرین‌نیا در دانشنامهٔ ایران نیز تکرار شده است. با این حال، بهروز نعمت‌اللهی با انجام پژوهش میدانی در نقاط شهری و روستایی آستارا که مشروح آن را در تاریخ جامع آستارا و حکام نمین گزارش کرده است، می‌نویسد که هرگز مشاهده یا شنیده نشده که مردم آستارا، نام این شهر را به صورت «هوسته‌رو»، «آسْتِه‌رو» و یا «اَسْتَرو» به زبان بیاورند بلکه تالش‌زبانانِ آستارا، نام این شهر را به صورت «اُستوراو» تلفظ می‌کنند. بنابراین نعمت‌اللهی تنها فرضیهٔ دوم را قابل انطباق با زبان مردم بومی آستارا می‌داند. همچنین وی فرضیهٔ ششم را به‌دلیل عدم تطابق با زبان بومی منطقه، غیرقابل اعتنا می‌داند. ضیاء طُرُقْدار پژوهشگر زبان تالشی، با تأیید دیدگاه نعمت‌اللهی، معتقد است که از منظر زبان‌شناسی، فرضیهٔ دوم بهترین فرضیه برای معنای نام آستارا است.

## تاریخ

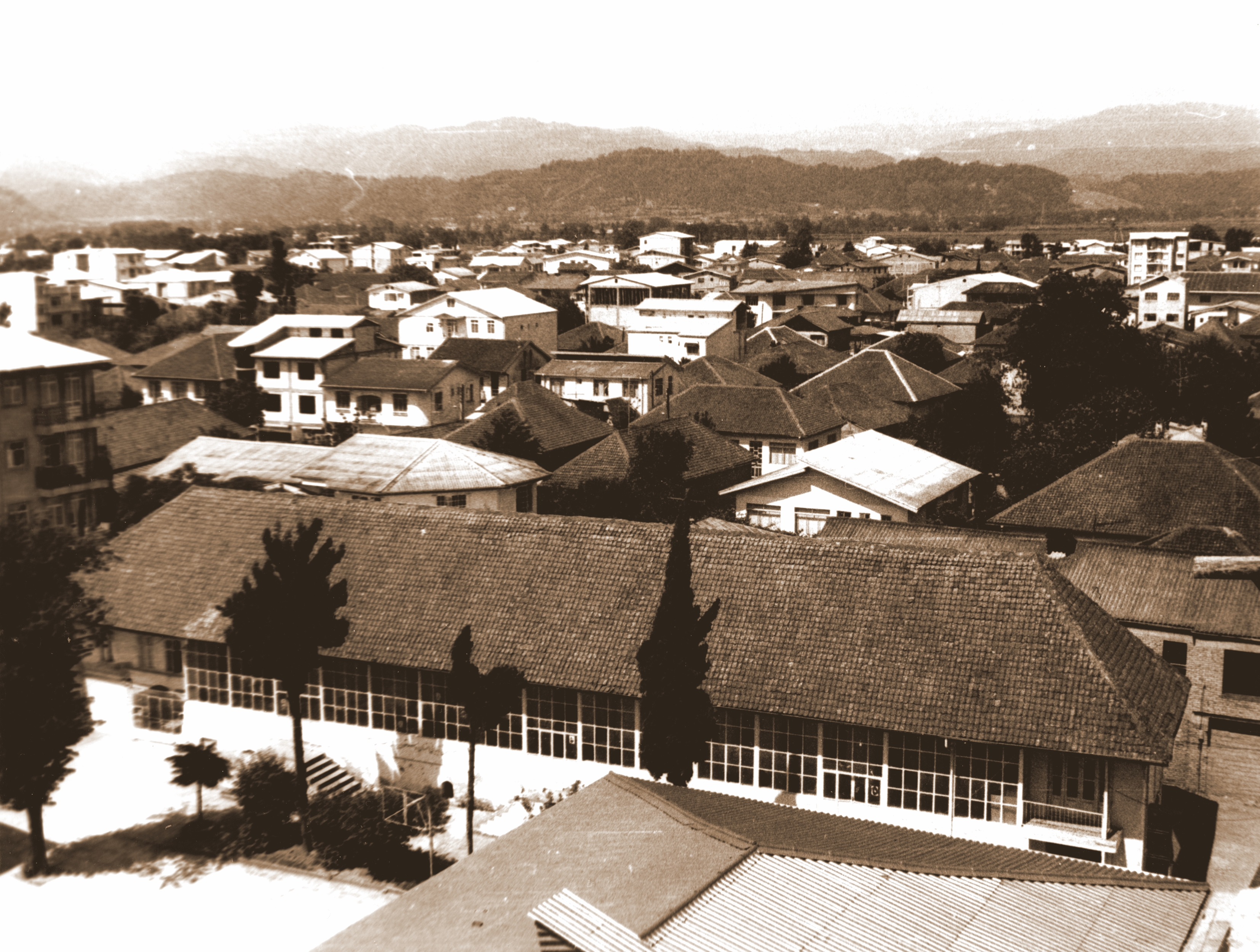
بافت قدیمی آستارا

قدیمی‌ترین مآخذی که در آن از آستارا یاد شده، کتاب حدود العالم (تألیف ۳۷۲ هجری) است؛ در این کتاب از شهر «استراب» نام برده شده که گویا در محل آستارای امروزی بوده است. سرزمین گیلان در سدهٔ چهارم هجری از لاهیجان تا نزدیکی‌های باکو را شامل می‌شده و شامل ۸ ناحیه بوده که استراب یکی از این نواحی به‌شمار می‌رفته است.
حمدالله مستوفی در نزهةالقلوب (تألیف ۷۳۰ هجری قمری) نیز از «اسپهبد» یاد می‌کند که شاید همان آستارای کنونی باشد:
اسپهبد شهری متوسط است و حاصلش غله، برنج و میوه می‌باشد. این ناحیهٔ گیلان، ناحیه‌ای آبادان، بانعمت و توانگر است و در آنجا شهرک‌هایی است با منبر. در این شهرک‌ها بازارهاست. طعام مردم این ناحیه برنج است و ماهی؛ و از این ناحیه جاروب، حصیر مصلای نماز و ماهی به همهٔ جهان صادر می‌شود.
اما به‌طور کلی در کتب تاریخی نامی از آستارا (به شکل کنونی) و شهرها و روستاهای اطراف آن به میان نیامده و گویا این شهر در گذشته —برخلاف امروز— از اهمیت چندانی برخوردار نبوده است. کهن‌ترین اشاره‌ها به نام آستارا در کتاب «گلستان و دیلمستان» مربوط به ظهیرالدین مرعشی (سدهٔ نهم هجری) دیده می‌شود که این اشاره‌ها ۳ بار به صورت «آستارا» و یک بار به صورت «استاره» (آستاره) بوده است.
میرخواند —دیگر تاریخ‌نگار سدهٔ نهم هجری— دومین مورخی است که در کتاب روضةالصفا از آستارا یاد می‌کند:
در جمادی‌الثانیهٔ سال ۱۰۰۲ که شاه عباس از راه خرزویل و منجیل به کهدم و پس از آن به لاهیجان رفت، علی خان حاکم بیه‌پس و امیره مظفر برادر امیره سیاوش در گسکر اظهار بندگی و اطاعت نکردند. شاه عباس فرهادخان روملو را که سردار سواران والپیان بیک قاجار را که سرهنگ پیادگان آتشبار بود، به دفع ایشان بفرستاد و به ذوالفقارخان قرامانلو امر کرد که از راه تالش و آستارا با سپاه آذربایجان برسر گسکر و امیره مظفر آید.
«عبدالله فومنی» در ذکر آستارا می‌نویسد:
شاه عباس به بهزادبیک دستور داد از ابتدای آستارا تا سرحد و سامان مازندران در ترتیب شوارع و تعمیر پل‌ها دقیقه‌ای فروگذار ننماید. بهزادبیک راه‌ها و پل‌ها را از آستارا تا اسپچین مرتب و معمور کرد.

### دوران میانه
ولایت آستارا و مردم آن علی‌رغم نقش مهمی که در روی کار آمدن شاه اسماعیل یکم و تثبیت حکومت صفویان داشت، در دوران شاه عباس به علت قیام حمزه‌خان مورد خشم و غضب قرار گرفت ولی در زمان شاه صفی که ساروخان مهرانی حاکم آستارا بود، بار دیگر آستارا و حاکمش مورد توجه قرار گرفت.
آستارا در ابتدای حکومت خانات تالش، مرکز حکومت آنان بود. البته این مرکزیت بعدها به لنکران منتقل شد. از سدهٔ ۱۰ تا ۱۲ هجری، خانات تالش آستارا خودمختاری داشتند. «میرمصطفی‌خان» و «میرحسن‌خان» از حکام آستارا در این دوره بودند.
آستارا به موجب عهدنامه ترکمانچای که در سال ۱۸۲۸ میلادی میان دولت ایران و روسیه منعقد گردید، به دو قسمت تقسیم شد؛ قسمتی از شهر که در شمال آستاراچای واقع است، به دولت روسیه واگذار گردید و این رودخانه به عنوان مرز میان دو کشور شناخته شد. جهانگردی به نام «ابت» (Abbott) که در سال ۱۸۴۳ از آستارا دیدن کرده، دربارهٔ آن چنین می‌نویسد:
دهکدهٔ دهنه‌کنار در مصب رودخانهٔ آستاراست. پنجاه تا شصت خانوار جمعیت داشته و دکان‌هایی دارد که اجناس آن‌ها به خارج از ایران حمل می‌شود. در طرف دیگر رودخانهٔ آستارا، سیصد تا چهارصد خانوار پراکنده است که محل ایشان به نام «گیلِ کران» مشهور است. اما از خاک ایران چیزی از این خانه‌ها دیده نمی‌شود. در اینجا پنجاه تن قزاق روسی به مرزداری مشغول‌اند. دیگر از روسیان در اینجا نشانی نیست. رئیس گمرک آنجا به اجناسی که وارد خاک روسیه می‌شود، مهری می‌زند و آن‌ها را به لنکران می‌فرستد تا به کار گمرک آن‌ها رسیدگی شود. قرنطینهٔ روس‌ها نیز در لنکران است. دهانهٔ رودخانه آستارا پنجاه تا شصت یارد است که فعلاً آب در آن جاری است؛ اما بستر اصلی این رودخانه بیشتر از این مقدار است. آستارا بندرگاهی ندارد و کشتی‌ها بارهای خود را تحویل قایق‌ها می‌دهند و به ساحل می‌آورند. حدود ناحیهٔ آستارا به ساحل شمالی رودخانه نیز کشیده می‌شده است و حد جنوبی آن در خاک ایران به رودخانهٔ چیلوند می‌رسد. ظاهراً این ناحیه کم‌جمعیت است. در کوهستان جمعیت ثابتی نیست و در دشت و زمین‌های هموار، غیر از دهکدهٔ دهنه‌کنار، چهار دهکدهٔ دیگر نیز وجود دارد.

### دوران معاصر
آستارا در جریان غائله آذربایجان، از آذر ۱۳۲۴ به تصرف فرقه دموکرات آذربایجان و حکومت خودمختار آن درآمد. گروه ۶۰۰ نفره‌ای که در ساعات پایانی شب یکشنبه ۴ آذر به آستارا حمله کردند، ادارات شهربانی و ژاندارمری را تصرف کرده و پس از کشتن کلانتر مرز سرهنگ دوم سید علی ظهیرنیا، شهر را به تصرف درآوردند.
سرهنگ نصرالله مقبلی فرمانده تیپ مستقل رشت، عصر روز ۲۳ آذر ۱۳۲۵ از سوی سرلشکر حاجعلی رزم‌آرا رئیس ستاد ارتش مأمور آزادسازی آستارا شد. قوای ارتش پس از درگیری سنگین با دموکرات‌ها که از عصر روز ۲۵ آذر آغاز شده بود، سرانجام صبح روز ۲۶ آذر وارد آستارا شدند. سروان غلامعلی خطیب شهیدی با ترفیع به درجه سرگردی، به عنوان فرماندار نظامی آستارا تعیین شد و مقررات حکومت نظامی به اجرا درآمد. برآوردهای اولیه حاکی از ۱٬۲۰۰٬۰۰۰ تومان خسارت دموکرات‌ها به اموال عمومی پیش از ترک آستارا بود. چندی بعد، سرهنگ حسین فرخنده‌پی فرماندار نظامی آستارا شد.
مقررات حکومت نظامی در آستارا تا ۴ مرداد ۱۳۲۹ ادامه داشت.

## جغرافیا

### وضعیت

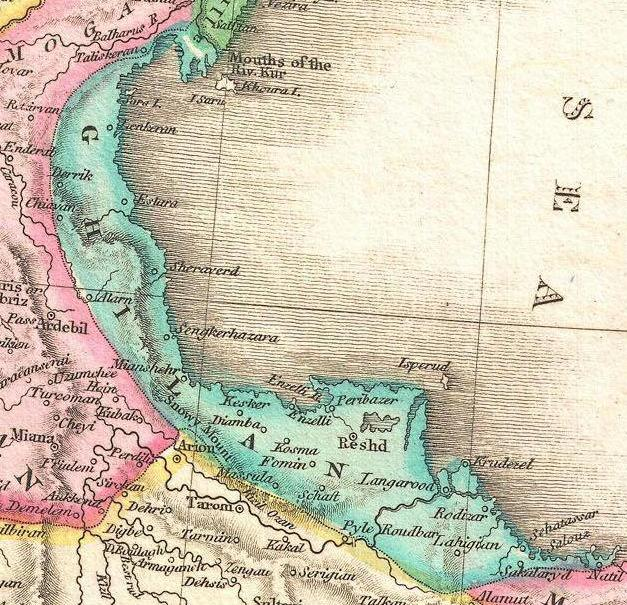
آستارا در نقشهٔ گیلان در سال ۱۸۰۸، از اطلس نوی جان پینکرتن

آستارا در شمال غربی استان گیلان در فاصله ۷۰ کیلومتری از شهرستان اردبیل و ۱۸۰ کیلومتری از شهرستان رشت واقع شده است. این شهر بر پایه قانون تقسیمات کشوری مصوب سال ۱۳۱۶، یکی از بخش‌های شهرستان اردبیل در شرق استان آذربایجان شرقی بوده است. این بخش در سال ۱۳۳۶ خورشیدی صاحب فرمانداری شده و در مهر ۱۳۳۷ خورشیدی به‌طور رسمی به عنوان یکی از شهرستان‌های استان آذربایجان شرقی شناخته شد. شهرستان آستارا در خرداد ۱۳۳۹ خورشیدی به استان گیلان ملحق گردید.
در محل کنونی شهر آستارا در قدیم روستایی به نام دهنه‌کنار وجود داشته که از زمان قاجاریه گسترش یافته و دگرگون شده است. آنچه در مورد سوابق این شهر در کتب تاریخی مشهود است این است که منطقهٔ آستارا تا زمان صفویه و پیش از آن از موقعیت خاصی برخوردار نبوده است. از آن زمان به بعد است که به سبب توسعه تجارت و مقاصد استراتژیک اهمیت پیدا کرده و در آن قلاع متعددی ساخته شده است؛ و در واقع دوران شکوفایی این شهر پس از انعقاد قرارداد عهدنامه گلستان و دو تکه شدن آستارای کنونی و آستارای آذربایجان صورت پذیرفت که منجر به شناخته شدن آستارا در بین مردم ایران و خارج از کشور به سبب موقعیت خاص اقتصادی، مرزی و دریایی شد، در اواخر قاجاریه و تا پایان حکومت دودمان پهلوی، آستارا از شرایط ویژه اقتصادی اوایل دوران انعقاد عهدنامه گلستان برخوردار نبود و بیشتر مردم به سمت دریچهٔ فرهنگی روی آوردند، که تأسیس دبیرستان حکیم نظامی در سال ۱۲۸۷، کتابخانه عمومی شماره یک آستارا در سال ۱۳۰۲، شهرداری آستارا در سال ۱۲۸۷ از جملهٔ این گزینه‌ها بوده است، تشکیل کانون‌های مختلف شعر و ادبیات، ارسال و تأمین آموزگاران شهرهای مختلف مناطق گیلان و آذربایجان نیز سبب شناختهٔ این شهر به عنوان شهری فرهنگی شده بود. اما پس از انقلاب اسلامی و فروپاشی شوروی و تشکیل جمهوری آذربایجان به سبب وضعیت معیشتی ضعیف آذری‌های آن سوی آستاراچای و آمد و شدهای رسمی بین دو کشور تشکیل شد، پس از آن رونق اقتصادی و بازسازی مناطق توریستی و گردشگری آستارا رونق گرفت که موازی با آن چهرهٔ این شهر از حالت فرهنگی به حالت توریستی و اقتصادی بدل گشت

### معماری و بافت شهری

یک خانه با سقف سفالی در آستارا

در گذشته تولید سفال سقف در آستارا بسیار رایج بود و شهر آستارا به «شهر بام‌های سفالین» مشهور شده بود. سفال در تابستان عایق خوبی در برابر گرما بود و هنگام وزش باد شدید به صورت بادشکن عمل می‌کرد و در زمستان هم برف‌روبی آن آسان‌تر بود. حتی در ساختمان برخی از امامزاده‌های تاریخی منطقه با قدمت بیش از ۴۰۰ سال نیز از سفال استفاده شده است.
با وجود این‌که تا چند سال پیش، کارگاه‌های تولید سفال سقف در آستارا به عنوان مهم‌ترین منبع درآمد مردم مطرح بود، امروزه دیگر از آن کارگاه‌ها خبری نیست.

### بخش‌ها
آستارا در گذشته به ۳ بخش تله‌سیفی و آستارای میانی (هردو در ایران) و آستارای بالایی (در جمهوری آذربایجان) تقسیم می‌شده است:
تله‌سیفی
در گذشته، پل مرداب (کورپی) تنها گذرگاه عبوری از روی رودخانهٔ آستاراچای بوده است. در آن زمان‌ها از ابتدای خیابان ورودی آستارا تا این پل را تله‌سیفی (تله‌سفی) می‌نامیدند که این منطقه شامل محلات الک‌چی‌ها، عصب‌لی‌ها، تالش‌ها (شغل: دامداری، زنبورداری، کشاورزی و ماهیگیری)، چروون‌ها (مهاجرین قفقاز — شغل: ارابه‌رانی، حمل بار و خرید و فروش)، اردبیلی‌ها، مغانی‌ها، نمینی‌ها و ویلکیچی‌ها (شغل: دکان‌داری، کارگری و کشاورزی) بوده است. سقف منازل تله‌سیفی از گالی بود و شهروندان این منطقه از طبقهٔ فقیر بودند.
الک‌چی‌ها در سمت چپ و غربی خیابان ورودی آستارا سکونت داشتند. آن‌ها به زبان ترکی آذربایجانی صحبت می‌کردند و کلمات را به گونه‌ای سریع ادا می‌کردند. شغل ابتدایی آن‌ها الک‌بافی بود و گویا این طایفه از بازماندگان کولی‌ها بوده‌اند.
عصّب‌لی‌ها (اسّبیلی‌ها) در سمت چپ و شرقی خیابان ورودی آستارا زندگی می‌کردند. آن‌ها نیز به زبان ترکی آذربایجانی تکلم می‌کردند؛ ولی در گویش آن‌ها ریتمی فریادگونه احساس می‌شد. شغل عصب‌لی‌ها دریانوردی، صیادی و کارگری شیلات بود.
روستای ویرمونی در کوهپایهٔ غربی آستارا قرار گرفته و گویا پیش از عقب‌روی آب دریای خزر و پدیدارشدن پشته‌های جدید برای ایجاد شهر، این روستا خاستگاه آستارای امروزی بوده و کاروانیان برای رسیدن به مناطق ییلاقی آذربایجان به این روستا متکی بوده‌اند.
آستارای میانی
آستارای میانی از پل مرداب شروع شده و تا زنجیر (انتهای شهر) ادامه داشت و وسیع‌ترین قسمت شهر محسوب می‌شد. شهروندان زنجیر گیلک بودند و شغل‌شان شالیکاری بود. این محله توسط مهاجران قفقاز ایجاد شده بود و محل سکونت تاجران، تحصیل‌کرده‌ها، خرده‌مالکان، فرهنگیان و کارمندان (طبقهٔ متوسط و مرفه) بود. تمام کارگاه‌ها، مدارس و مؤسسات شهر در این منطقه قرار داشتند و سقف منازل آن از سفال‌های قرمز و مقاوم بود.
آستارای بالایی
آستارای بالایی که امروزه در خاک جمهوری آذربایجان قرار دارد، در گذشته با آستارای میانی و تله‌سیفی یکپارچه بود؛ اما پس از امضای عهدنامهٔ گلستان، این منطقه از شهر به امپراتوری روسیه واگذار گردید.

### اقلیم

آب وهوای آستارا از نوع معتدل خزری است.

با توجه به موقعیت جغرافیایی آستارا و ارتفاع آن از سطح دریا، نزدیکی این شهر به درهٔ حیران و دارابودن اقلیم کوهستانی و آب و هوای مرطوب و معتدل، این شهر اندکی خنک‌تر از دیگر مناطق پست جلگه‌ای استان است.
میانگین دمای آستارا ۱۵٫۴ درجهٔ سانتی‌گراد بوده، کمینه دمای ثبت شده در این شهر، ۷٫۸- درجهٔ سانتی‌گراد و مربوط به ژانویهٔ ۲۰۰۸ میلادی و بیشینه دمای ثبت شده در آن، ۳۶٫۶ درجهٔ سانتی‌گراد و مربوط به اوت ۲۰۰۶ میلادی بوده است.
میانگین مجموع بارندگی ماهانه در آستارا ۱۳۴۵ میلی‌متر در ماه، تعداد روزهای همراه با بارش در این شهر، ۱۴۸٫۱ روز در سال و تعداد روزهای همراه با بارش برف در آن، ۸٫۵ روز در سال است. همچنین بیشینه بارندگی روزانه در این شهر، ۱۹۰ میلی‌متر در روز بوده و مربوط به سپتامبر ۲۰۰۰ میلادی است. به این ترتیب، آستارا از نقاط پربارش کشور محسوب می‌شود.
میانگین تعداد روزهای یخبندان در آستارا ۰٫۳ روز در سال بوده و مجموع تعداد روزهای یخبندان در این شهر در یک دورهٔ ۲۵ ساله، ۸ روز بوده است.
|                  | ژانویه | فوریه | مارس  | آوریل | مه   | ژوئن | ژوئیه | اوت  | سپتامبر | اکتبر | نوامبر | دسامبر |   |         |
| دمای بیشینه (°C) | ۹٫۰    | ۹٫۲   | ۱۱٫۲  | ۱۶٫۴  | ۲۱٫۴ | ۲۶٫۶ | ۲۹٫۶  | ۲۹٫۴ | ۲۵٫۱    | ۲۰٫۳  | ۱۴٫۹   | ۱۱٫۰   | Ø | ۱۸٫۷    |
| دمای کمینه (°C)  | ۲٫۸    | ۲٫۷   | ۵٫۳   | ۹٫۷   | ۱۴٫۲ | ۱۸٫۴ | ۲۰٫۹  | ۲۱٫۲ | ۱۸٫۱    | ۱۳٫۸  | ۸٫۸    | ۴٫۶    | Ø | ۱۱٫۷    |
|                  |        |       |       |       |      |      |       |      |         |       |        |        |   |         |
| بارش (mm)        | ۹۱٫۵   | ۹۶٫۲  | ۱۱۸٫۶ | ۷۰٫۴  | ۶۸٫۵ | ۵۲٫۰ | ۴۶٫۷  | ۸۱٫۹ | ۲۳۵٫۶   | ۲۴۲٫۲ | ۱۶۶٫۱  | ۱۱۱٫۱  | Σ | ۱٬۳۸۰٫۸ |
|                  |        |       |       |       |      |      |       |      |         |       |        |        |   |         |
| روزهای بارانی    | ۱۲٫۹   | ۱۲٫۸  | ۱۵٫۸  | ۱۴٫۱  | ۱۳٫۶ | ۸٫۸  | ۵٫۹   | ۸٫۹  | ۱۲٫۷    | ۱۵٫۵  | ۱۵٫۰   | ۱۲٫۳   | Σ | ۱۴۸٫۳   |

| ۲٫۸ |

| ۲٫۷ |

| ۵٫۳ |

| ۹٫۷ |

| ۱۴٫۲ |

| ۱۸٫۴ |

| ۲۰٫۹ |

| ۲۱٫۲ |

| ۱۸٫۱ |

| ۱۳٫۸ |

| ۸٫۸ |

| ۴٫۶ |

| ۲٫۸ |

| ۲٫۷ |

| ۵٫۳ |

| ۹٫۷ |

| ۱۴٫۲ |

| ۱۸٫۴ |

| ۲۰٫۹ |

| ۲۱٫۲ |

| ۱۸٫۱ |

| ۱۳٫۸ |

| ۸٫۸ |

| ۴٫۶ |

| بارش | ۹۱٫۵   | ۹۶٫۲  | ۱۱۸٫۶ | ۷۰٫۴  | ۶۸٫۵ | ۵۲٫۰ | ۴۶٫۷  | ۸۱٫۹ | ۲۳۵٫۶   | ۲۴۲٫۲ | ۱۶۶٫۱  | ۱۱۱٫۱  |
|      | ژانویه | فوریه | مارس  | آوریل | مه   | ژوئن | ژوئیه | اوت  | سپتامبر | اکتبر | نوامبر | دسامبر |

## مردم

### جمعیت
جمعیت شهرستان آستارا بر اساس سرشماری سال ۱۳۵۵ خورشیدی، ۳۵٬۹۴۵ نفر بوده و طبق برآورد سال ۱۳۶۳ خورشیدی، به ۴۳٬۸۶۴ نفر رسیده و بر اساس سرشماری ۱۳۸۵ جمعیت شهرستان ۸۱٬۲۳۴ نفر بوده است. طبق آخرین آمار براساس سرشماری سال ۱۳۹۵ شهرستان آستارا دارای جمعیت ۹۱٬۲۵۷ نفر و ۲۸٬۷۴۲ خانوار است.
| سال   | ۱۳۳۵  | ۱۳۴۵   | ۱۳۵۵   | ۱۳۶۵   | ۱۳۷۰   | ۱۳۷۵   | ۱۳۸۵   | ۱۳۹۰   | ۱۳۹۵   |
| جمعیت | ۸٬۴۲۵ | ۱۰٬۵۳۷ | ۱۴٬۱۵۰ | ۲۴٬۲۸۹ | ۲۷٬۱۹۴ | ۳۰٬۶۶۶ | ۴۰٬۶۶۴ | ۴۸٬۴۷۰ | ۵۱٬۵۷۹ |

| مردان | سن       | زنان  |
| ----- | -------- | ----- |
| ۱٬۴۶۲ | بالای ۶۵ | ۱٬۴۹۰ |
| ۱٬۰۲۳ | ۶۰–۶۴    | ۸۹۸   |
| ۱٬۲۸۱ | ۵۵–۵۹    | ۱٬۲۹۱ |
| ۱٬۵۹۶ | ۵۰–۵۴    | ۱٬۴۳۹ |
| ۱٬۹۴۹ | ۴۵–۴۹    | ۱٬۶۶۱ |
| ۱٬۹۳۱ | ۴۰–۴۴    | ۱٬۸۱۳ |
| ۲٬۵۸۰ | ۳۵–۳۹    | ۲٬۵۴۸ |
| ۲٬۹۰۴ | ۳۰–۳۴    | ۳٬۰۲۱ |
| ۲٬۲۰۶ | ۲۵–۲۹    | ۲٬۵۲۰ |
| ۱٬۷۰۹ | ۲۰–۲۴    | ۱٬۹۴۳ |
| ۱٬۶۶۱ | ۱۵–۱۹    | ۱٬۶۶۰ |
| ۱٬۷۵۲ | ۱۰–۱۴    | ۱٬۷۱۵ |
| ۱٬۹۴۸ | ۵–۹      | ۱٬۹۰۳ |
| ۱٬۸۷۱ | ۰–۴      | ۱٬۸۰۴ |

### زبان
اغلب مردم آستارا آذری هستند و به زبان ترکی آذربایجانی صحبت می‌کنند، شماری از مردم نیز تالش هستند و به زبان تالشی سخن می‌گویند. لازم است ذکر شود که زبان اصلی و اکثریت مردم این شهر در گذشته تالشی بوده و به مرور زمان با توجه به مهاجرت‌ها و همچنین نزدیکی آستارا به شهرهای آذری‌زبان، این تغییر زبانی به وجود آمده است.
| ترکی با لهجهٔ آستارایی | ترکی   | فارسی |
| --------------------- | ------ | ----- |
| ایئگیرمی              | ایئرمی | بیست  |
| دوگی                  | دوئی   | برنج  |

| ترکی با لهجهٔ آستارایی | ترکی | فارسی |
| --------------------- | ---- | ----- |
| چؤل                   | اِشیک | بیرون |
| دَهَنز                  | دَنیز | دریا  |

| تالشی با لهجهٔ آستارایی | تالشی با لهجهٔ رضوان‌شهری | فارسی |
| ---------------------- | ----------------------- | ----- |
| az                     | az                      | من    |
| huni                   | xony                    | چشمه  |
| bua                    | berā                    | برادر |
| ov                     | āv                      | آب    |

### دین
اکثریت مردم آستارا مسلمان شیعه مذهب هستند و اقلیتی از مردم نیز مسلمان سنی شافعی مذهب می‌باشند. در این شهر در روزهای عزاداری شیعی دسته‌های عزادار زنجیر زن و سینه‌زن با خواندن نوحه به ترکی آذری به عزاداری پرداخته و طبق یک سنت دیرینه شب عاشورا را در امامزاده ابراهیم و قاسم به شب زنده‌داری می‌پردازند. آیین طشت گذاری نیز از مهم‌ترین و ریشه دارترین سنت‌های این منطقه است.

### مساجد
مساجد آستارا به صورت زیر در گذر زمان تعبیه شده‌اند، با توجه به منابع قدیمی‌ترین مسجد؛ مسجد میرزا یا همان سیدلر تکیه‌سی بوده که هم‌اکنون بنای قدیمی مسجد نوسازی شده است. با این حال دومین مسجد قدیمی شهر، مسجد جامع آستارا می‌باشد که در کنار مصلای شهر واقع شده است.
- مسجد میرزا "سیدلر تکیه‌سی" (۱۲۵۰ هـ. قمری)
- مسجد جامع (۱۲۸۲ هـ. قمری)
- مسجد علی بن ابی‌طالب "گیلکلر" (۱۳۱۹ هـ. قمری)
- مسجد غربا "ترکلر" (۲۹–۱۳۲۸ هـ. قمری)
- مسجد عباسیه (۱۳۳۰ هـ. قمری)
- مسجد آبروان (۱۲۹۱ هـ. شمسی)
- مسجد آبکنار "جعفرصادق" (۲۹–۱۳۲۸ هـ. شمسی)
- مسجد حسینیه (۳۷–۱۳۳۶ هـ. قمری)
- مسجد صاحب الزمان (۴۷–۱۳۴۶ هـ. شمسی)
- مسجد امام سجاد (ع) پس از انقلاب اسلامی
- مسجد محمدرسول‌الله پس از انقلاب اسلامی
- مسجد فاطمه زهرا (س) پس از انقلاب اسلامی
- مسجد ولایت بازارچه ساحلی پس از انقلاب اسلامی
- خیمه‌گاه حضرت ابوالفضل پس از انقلاب اسلامی

## گردشگری
آستارا با داشتن جاذبه‌های گردشگری متعدد در تمامی فصول سال میزبان تعداد زیادی از مسافرین ایرانی و گردشگران خارجی به خصوص از حوزه قفقاز می‌باشد. منطقه نمونه گردشگری حیران، ساحل صدف، طرح شناگاه سفیر امید و نیز بازارچه ساحلی، چشمه آبگرم 'کوته کومه' و علی داشی در گیلده، تالاب استیل، پناهگاه حیات وحش لوندویل و… که باعث شده است سالانه در حدود شش میلیون نفر از ایرانیان و بالغ بر ششصدهزار نفر از کشورهای خارجی از این شهر دیدن کنند.

### اماکن گردشگری
- آبشار لاتون
- تله کابین حیران
- گردنه حیران
- پناهگاه حیات وحش لوندویل
- باغ پرندگان آستارا
- کوته کومه
- تالاب استیل
- آستاراچای
- پارک جنگلی بی‌بی یانلو
- ساحل صدف
- باغ ملی
- باغ چای عباس‌آباد
- بهشت کاکتوس‌ها
- کوه اسپیناس
- ساحل شریعتی
- آسیو شوان (آسیاب آبی)
- چشمه آب گرم علی داشی
- پیست کارتینگ حیران
- سورتمه (حیران)

چشم‌اندازی از طبیعت حومهٔ آستارا.
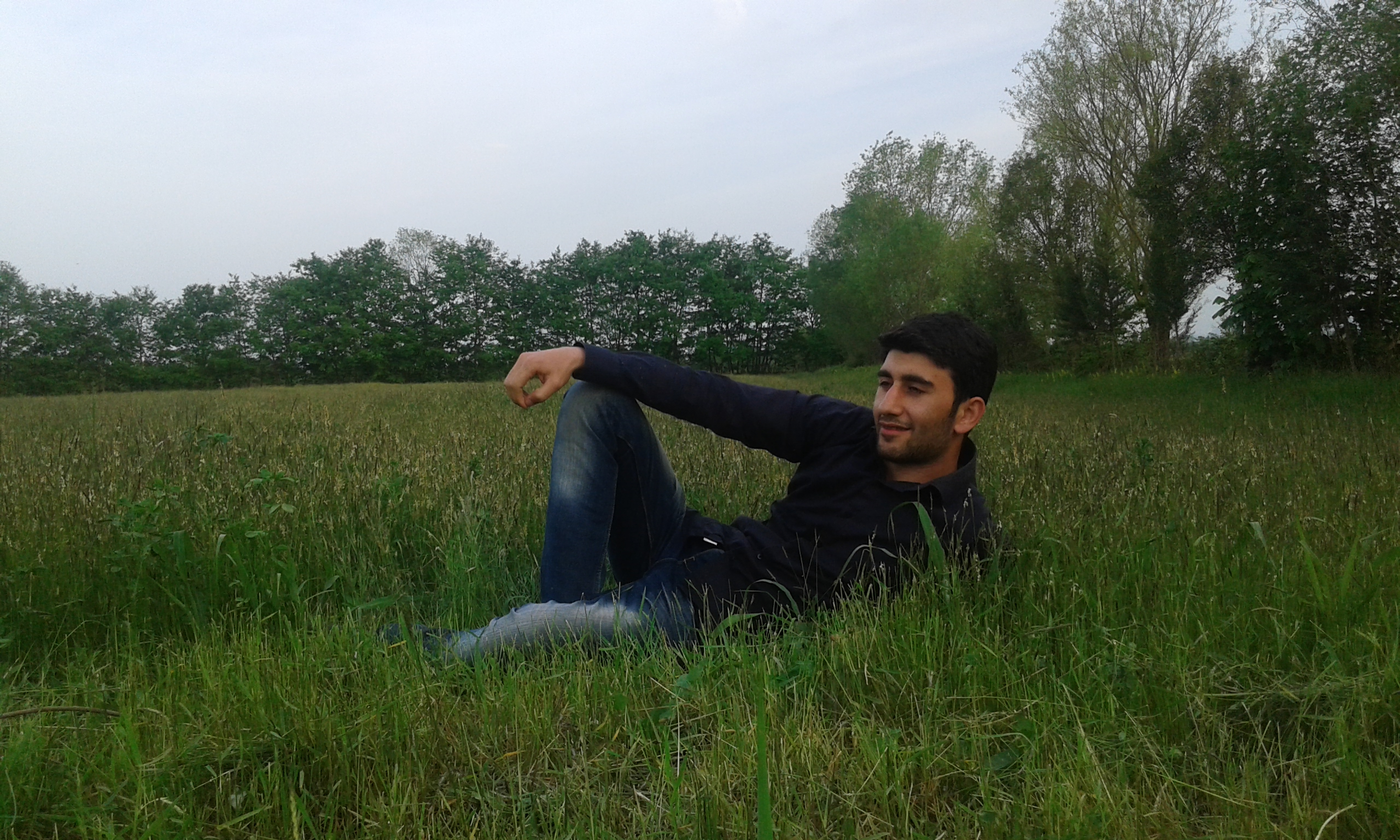
خانه‌هایی با بام‌های سفالین در کنار مرداب آستارا
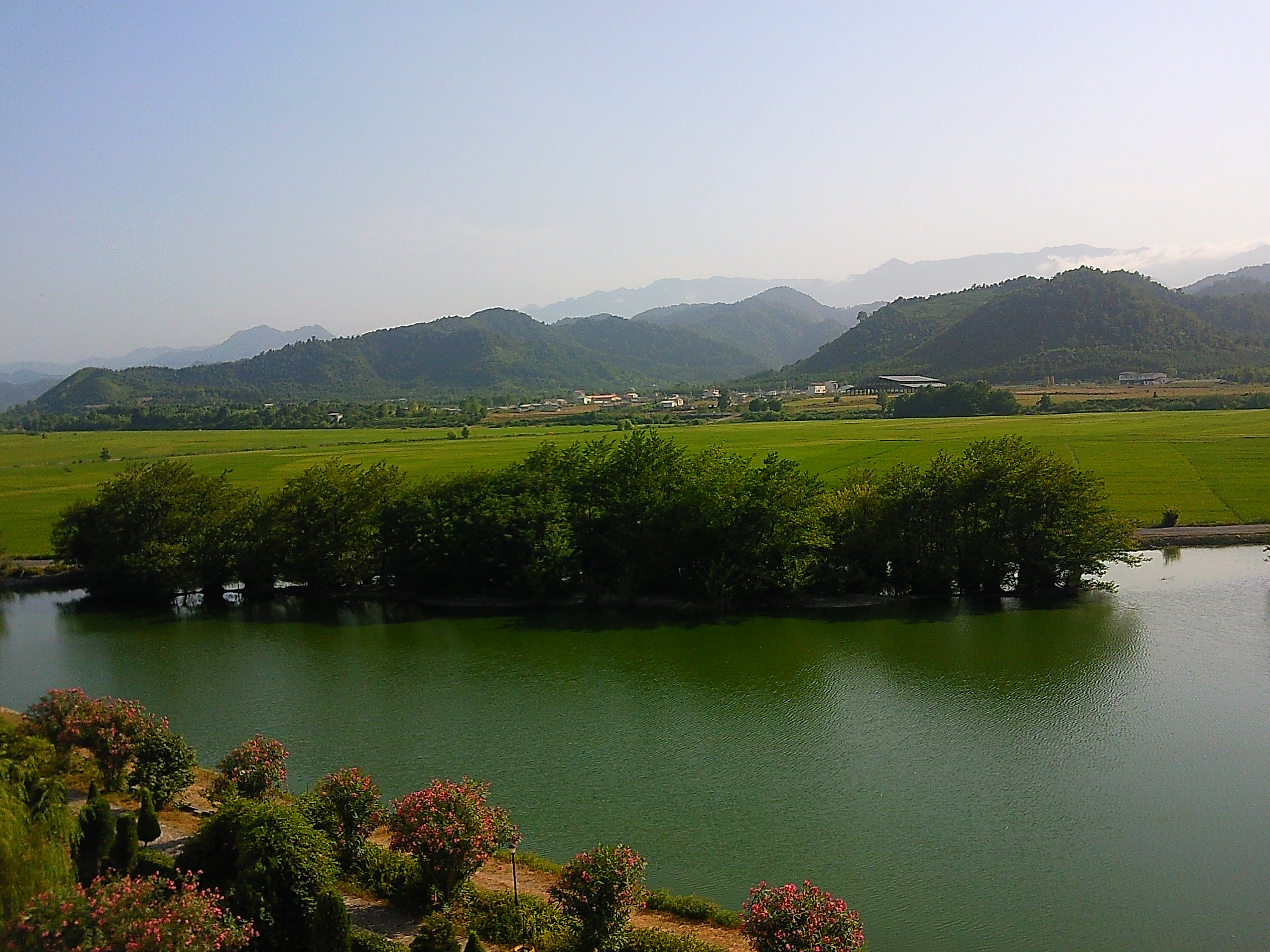
تالاب استیل
خانه‌ای روستایی در آستارا
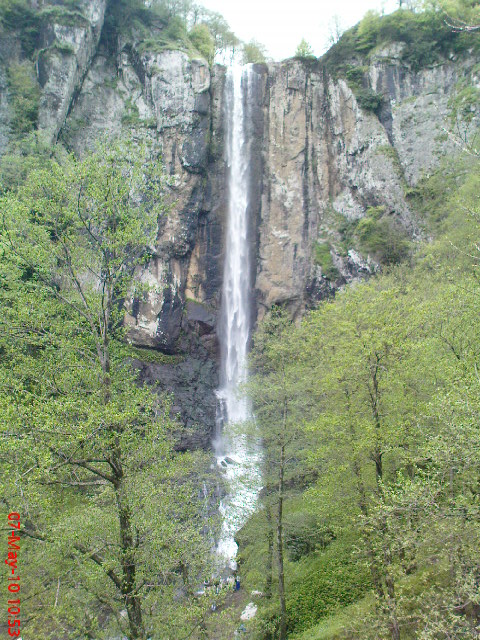
آبشارلاتون
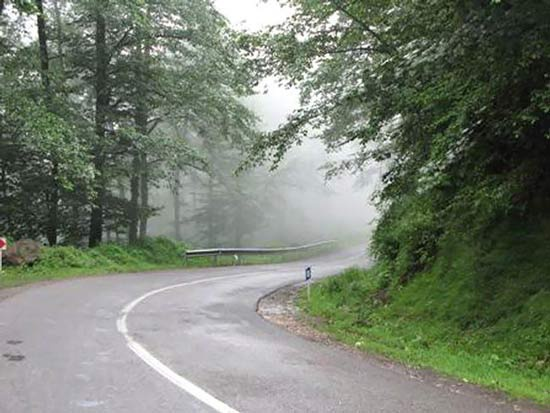
مسیر کوهستانی بهارستان

### اماکن تاریخی
- قلعه شیندان
- قلعه تک آغاج
- بقعه پیرقطب الدین
- بقعه شیخ تاج‌الدین محمود خیوی
- بقعه سیدمحمد دوست
- امامزاده ابراهیم و قاسم
- دبیرستان حکیم نظامی
- کتابخانه عمومی شماره یک آستارا
- مدرسه شهیدمدنی (به نام پیشین: مدرسه داریوش)
- مدرسه سنایی سیبلی
- طرق مظفری

### آثار تاریخی
قدیمی‌ترین بنای منطقه، متعلق به دوره ایلخانی بوده و تعدادی دیگر از آثار دوره صفویه و قاجاریه، این بنای کهن را همراهی می‌کنند. شایان ذکر است که بناها و آثار دوره اسلامی منطقه شهرستان آستارا، بیشتر شامل آرامگاه‌های قدیمی و یا زیارتگاه‌هایی هستند که در دامنه کوه‌ها و جنگل‌ها به صورت متروک و برخی بدون تاریخ بنا، واقع شده‌اند و از لحاظ ظاهری وضع مناسبی ندارند.

### هتل
آستارا با دارا بودن ۱۳ هتل، ۹ هتل آپارتمان، هفت مهمانپذیر، ۲۶ واحد پذیرایی بین راهی، ۷۰۰ مسافر کاشانه، چهار کمپینگ با حدود ۴۶۶ سکو، ۱۶۹ کلاس درس که برخی از هتل‌های مشغول به فعالیت عبارتند از:
| ردیف | نام هتل                      | وب سایت                                                                                  |
| ---- | ---------------------------- | ---------------------------------------------------------------------------------------- |
| ۱    | هتل بین‌المللی اسپیناس(*****) | https://web.archive.org/web/20140517115526/http://espinashotels.com/fa/hotels-a-resorts/ |
| ۲    | هتل ایساتیس (***)            | http://www.esatishotel.com                                                               |
| ۳    | هتل ابوالفضل(***)            |                                                                                          |
| ۴    | هتل تتیس(***)                |                                                                                          |
| ۵    | مهمانسرای جهانگردی آستارا    | www.ittic.com/Reservation/default.aspx?tabid=۱۳۷۴                                        |
| ۶    | هتل وصلی                     |                                                                                          |
| ۷    | هتل خلیج فارس                |                                                                                          |
| ۸    | هتل بلال                     |                                                                                          |
| ۹    | هتل نژلا                     |                                                                                          |
| ۱۰   | هتل باران                    |                                                                                          |
| ۱۱   | هتل دریا                     |                                                                                          |
| ۱۲   | هتل سیدان                    |                                                                                          |
| ۱۳   | هتل جهانگردی                 |                                                                                          |
| ۱۴   | هتل کاج                      | به جز هتل‌های شماره(۱٬۲٬۳٬۴) مابقی دارای درجه‌بندی کمتر از سه ستاره هستند                  |

## اقتصاد
از نظر اقتصادی می‌توان گفت آستارا به هیچ‌کدام از شهرستان‌های هم تراز خود شباهتی ندارد. وجود نقطه صفر مرزی با شوروی در گذشته و جمهوری آذربایجان درحال حاضر و همچنین دارابودن مرز آبی و خاکی با این کشور ازجمله دلایل این ناهمگونی است. آستارا به سبب واقع شدن در گلوگاه حیاتی دریای خزر و همچنین نزدیکی به مرکز کشور (نسبت به دیگر نقاط مرزی کشور) با فاصله ۵۳۰ کیلومتر از تهران و ۱۹۰ کیلومتر از مرکز استان گیلان از ویژگی‌های طبیعی منحصربه‌فردی سود می‌برد؛ که از آن جمله می‌توان به گزینه‌های زیر اشاره کرد:
- قرار داشتن در نقطه مرزی ایران با جمهوری آذربایجان
- همسایگی با ۴ کشور تازه استقلال یافته شوروی سابق * تنها راه ترانزیتی زمینی خلیج فارس با کشورهای آسیای میانه * اتصال آستارا (ایران) به آستارا (آذربایجان) از طریق راه‌آهن در آینده نزدیک
- دسترسی آسان به امکانات خطوط انتقال گاز و برق
- طبیعت ملایم و مساعد و گردشگری مناسب
- دریایی ملایم با ۱۲۰ روز آفتابی و با شیب کم
- بزرگراه جاده ۴۹ (ایران) که مرز آذربایجان را از طریق آستارا به قزوین و تهران و از طریق ساوه به جاده ۶۵ متصل می‌کند.
- بزرگراه جاده ۱۶ (ایران) جاده‌ای در شمال و شمال غربی ایران است که از گیلان شهر آستارا آغاز می‌شود و از شهرهای تبریز، اردبیل و سراب می‌گذرد و به ترکیه متصل می‌شود. قسمتی از این جاده به خاطر گذر از میان دریاچهٔ ارومیه توسط پل، بسیار مهم است.
- بزرگراه ۸ آسیا که به صورت علامت اختصاری AH-8 نشان داده می‌شود، بزرگراهی است به طول ۴۹۰۷ کیلومتر که از تورپینوفکا در روسیه آغاز شده و در بندر امام خمینی ایران پایان می‌یابد.

وبه همه این‌ها باید اضافه کرد که مرز آستارا، تقریباً تنها مرز امن و دست نخورده و بدون تنش ایران در حداقل ۸۰ سال گذشته است که خود تأثیر بسزایی در امنیت اقتصادی و سیاسی این شهر دارد.

### توانمندی‌ها

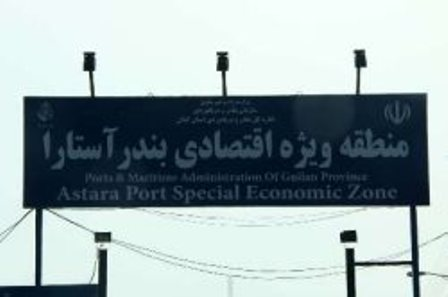
تابلوی ورودی منطقه ویژه اقتصادی بندر آستارا

آستارا به سبب واقع شدن در گلوگاه حیاتی دریای خزر و همچنین نزدیکی به مرکز کشور (نسبت به دیگر نقاط مرزی کشور) با فاصله ۵۳۰ کیلومتر از تهران و ۱۹۰ کیلومتر از مرکز گیلان و همچنین به عنوان تنها مرز امن و دست‌نخورده و بدون تنش ایران در حداقل ۸۰ سال گذشته و قرار داشتن در نقطه مرزی ایران با جمهوری آذربایجان، قدمت تاریخی، داشتن موقعیت جغرافیایی منحصر به فرد منجمله دارا بودن دو مرز آبی و خاکی به صورت توامان با کشورهای حوزه دریای خزر(CIS)، طبیعت ملایم و مساعد و دارا بودن پتانسیل بالای گردشگری، دارا بودن یکی ار فعالترین و پر رونق‌ترین بازارهای مرزی، دسترسی آسان به امکانات خطوط انتقال گاز و برق، تنها راه ترانزیتی زمینی خلیج فارس با کشورهای آسیای میانه و… از ویژگی‌های طبیعی و منحصر به فردی سود می‌برد و دارای اهمیت اقتصادی و استراتژیک زیادی می‌باشد. به‌طور کلی ازجمله مزایای بندر آستارا می‌توان به نزدیکترین بندر تجاری ایران به بنادر حاشیه دریای خزر، قرار گرفتن در تقاطع مسیر کریدور شمال-جنوب، کاهش مسافت زمینی و مایل دریایی و به تناسب آن کاهش بهای تمام شده حمل کالا برای صنایع غرب کشور، کاهش میانگین ۲۰۰ کیلومتری مسافت زمینی بین مراکز صنعتی شمالغرب و غرب کشور، کاهش میانگین ۱۵۰ مایل دریایی مسافت بین بنادر اشاره کرد.
با راه‌اندازی اسکله‌ها و مخازن نفتی بندر آستارا با ظرفیت ۲ میلیون تن با توجه به نزدیکی مرز عراق و ارمنستان به این بندر، بندر آستارا می‌تواند به یکی از پایگاه‌های مهم نفتی و سوختی و سوآپ تبدیل شود. همچنین با توسعه اسکله تسهیل تجارت ترانزیت ترکیه و ارمنستان با کشورهای حوزه دریای خزر(CIS)، تجارت این کشورها از طریق بندر آستارا، علاوه بر کاهش هزینه و نزدیک بودن، کشوره‌های واسطه را از چند کشور به یک کشور تقلیل می‌دهد. لازم به توضیح است رونق صادرات محصولات کشاورزی و تولیدی به جای مرز زمینی مسیر (آستارا-آذربایجان- روسیه) با ایجاد زیر ساختهای لازم حمل و نقل دریایی و حذف کشور واسطه ضمن رونق بخشیدن به صادرات، کالا را با بهای کمتری به مصرف‌کننده تحویل نمایند.

### کشاورزی
کشاورزهای آستارا از روزگار قدیم در این منطقه به کشت برنج می پرداختند که نتیجه آن ظهور چند رقم بومی برنج می‌باشد که در نتیجه انتخاب سنتی توسط کشاورزان حاصل شده‌اند و این در حالی‌ست که امروزه ۳۲۰۰ هکتار از زمین‌های این شهرستان زیر کشت برنج قرار دارد که عمده‌ترین محصول کشاورزی آن محسوب می‌شود.

### گمرک
اداره کل گمرک بندرآستارا از تجارت چمدانی در میان مرزهای زمینی و نیز از لحاظ صادرات رتبه نخست را در شمال کشور بر عهده دارد. از نظر تردد در کل کشور رتبه سوم را به خود اختصاص داده است. بر اثر وجود این گمرک و بنا بر گزارش اداره کل گمرک آستارا بیش از یک میلیون نفر از اتباع کشورهای مختلف همه ساله از این گمرک تردد می‌کنند. این گمرک نبض تپنده صادرات کالاهای غیرنفتی در شمال کشور محسوب می‌شود.
اهم فعالیت گمرک بندرآستارا از بدو تأسیس تاکنون
- قدمت اداره کل گمرک بندرآستارا در حدود دو سده[۲۹]
- ورود نخستین خودرو به کشور از طریق مرز زمینی آستارا در دوره مظفرالدین شاه
- رتبه اول تجارت چمدانی کشور[۱۱۶]
- رتبه اول صادرات در میان گمرکات شمال کشور به روسیه و جمهوری آذربایجان و گرجستان و ترکیه[۳۰]
- سومین مرز فعال کشور در زمینهٔ صادرات و واردات[۲۸]
- امن‌ترین مرز زمینی ایران طی چندین سال اخیر[۳۱]

### منطقه ویژه اقتصادی
لایحه ایجاد منطقه ویژه اقتصادی بندر آستارا در تاریخ ۱۳۸۸/۳/۲۷ در مجلس شورای اسلامی، اعلام وصول شده و پس از تصویب نهایی در تاریخ ۱۳۸۹/۱۰/۲۵ به دولت ابلاغ گردید. سرانجام در جلسهٔ ۱۷ اسفند ۱۳۹۳ هیئت وزیران ایران، دستور ایجاد منطقهٔ ویژه اقتصادی بندر آستارا با ۶۱ هکتار وسعت و با گرایش‌های بندری، دریایی، صنایع و لجستیکی، تصویب و توسط معاون اول ریاست جمهوری ابلاغ گردید. اسحاق جهانگیری، معاون اول رئیس‌جمهور، این مصوبات را در تاریخ ۲۰/۱۲/۱۳۹۳ برای اجرا به دبیرخانه شورای عالی مناطق آزاد تجاری – صنعتی و ویژه اقتصادی ابلاغ کرد.

### تأسیسات گاز

لوله‌های خطوط انتقال گاز از آذربایجان به ایران

محمدرضا پهلوی در روز سه‌شنبه ۵ آبان ۱۳۴۹ با حضور در آستارا، خطوط انتقال گاز ایران به شوروی را افتتاح کرده بود، این خط لوله به طول ۶۸۷ مایل و قطر ۴۲ اینچ، در سال ۱۹۷۳ شروع به انتقال گاز طبیعی به مرز شوروی کرد تا به سیستم خط لوله شوروی متصل شده و گاز مورد نیاز برخی مناطق کشور شوروی را تأمین کند. واردات شوروی در سال ۱۹۷۵ به ۹٫۶ میلیون مترمکعب رسید، اما پس از انقلاب ایران، به حدود ۱٫۰ میلیون مترمکعب در سال ۱۹۸۰ کاهش یافت و به‌طور کلی متوقف شد. این کاهش صادرات باعث کمبود گاز در شوروی شد. بزرگی این مشکل را این واقعیت نشان می‌دهد که صادرات گاز از آستارا باید به ۵ میلیون مترمکعب افزایش می‌یافت تا راه حلی برای کمبود گاز شوروی یافت شود.
از تاریخ ۱۳۸۴/۸/۱۰ واردات گاز از جمهوری آذربایجان بر اساس قراداد معاوضه گاز (SWAP) مابین جمهوری اسلامی ایران و جمهوری آذربایجان صورت می‌پذیرد، واردات روزانه حداکثر یک میلیون متر مکعب گاز از جمهوری آذربایجان از طریق آستارا انجام و معادل آن از طریق ایستگاه جلفا در آذربایجان شرقی به جمهوری خودمختار نخجوان صادر می‌شود که طبق قرارداد تا سال ۲۰۲۵ ادامه خواهد داشت.

### پاساژ و بازارها
- بازار بزرگ ساحلی آستارا (بساط):

این بازار به عنوان یکی از مراکز مهم تجاری گیلان به‌شمار می‌رود، که از سال ۱۳۶۸ پس از بازگشایی مجدد مرز ایران با کشور تازه استقلال یافته جمهوری آذربایجان با نام «بساط یا تخته بازار» رونق گرفت و مشهور شد.
پس از استقبال هموطنان با خرید متوالی از این بازار، طرحی سنتی توسط شهردار وقت با بام‌های سفالین که بومی منطقه است، طراحی و احداث شد. حال پس از گذشت ۲۳ سال از احداث این مرکز تجاری کمتر کسی از هموطنان است که از آن بازدید یا از غرفه‌های آن خرید نکرده باشد.
در این بازار می‌توان انواع البسه متناسب با فصول سال، لباس ورزشی، لوازم آرایشی و بهداشتی، وسایل بازی کودکان، لوازم خانگی و وسایل تزئینی منازل تولید داخل و خارج کشور را به وفور و با نازل‌ترین قیمت یافت کرد.
در بازار بزرگ ساحلی آستارا بالغ بر ۱۵۰۰ مغازه موجود می‌باشد که سهم بسزایی در اقتصاد این شهر ایفا می‌کند. روبروی بازار بزرگ ساحلی از پل فارابی تا پارکینگ بازار بزرگ ساحلی، پاساژها، بازارها و مجتمع‌های تجاری متعددی قد علم کرده است؛ که با این وجود می‌توان تعداد مغازه‌های بازار بزرگ ساحلی آستارا را به انضمام
۲۸ پاساژ، بازار و مجتمع تجاری مذکور به چیزی در حدود ۲۵۰۰ مغازه تخمین زد.
| جهانگیری         | فانوس دریا | جهانی          | برادران مردانه |
| ---------------- | ---------- | -------------- | -------------- |
| پوریا            | سعید       | سیفی           | درویش          |
| امیرحسین پورزارع | مدرن       | آذربایجان      | بخشپوری        |
| سعادتی           | نظرنیا     | فانوس شمال     | امیر           |
| حسین‌نژادی        | ساحلی      | رضا            | کاسپین         |
| میلاد            | زحمتکش     | تیراژه (مکانی) | طاهری          |
| سالار            | شیروان     | فغانی          | سفیدگر         |

- مجموعه بازارهای نور

در شهرستان آستارا بازارهای متعددی وجود دارد که پس از بازار بزرگ ساحلی، مجموعه بازارهای نور از آن جمله‌اند. این بازار که در مرکز شهر آستارا واقع شده است بیش از پنجاه سال قدمت دارد و پاساژها و بازارهای مدرن متعددی در آن احداث شده است. بیشتر کالاهای ارائه شده در این مرکز از تولیدات کشورهای مختلف از قبیل، ترکیه، چین، اکراین، آلمان، آذربایجان، تایلند، مالزی، هند و دیگر کشورها می‌باشند.
از سایر پاساژها و مجتمع‌های مجموعه بازارهای نور می‌توان به پاساژ نور، پاساژ بزرگ رضا، بازار بزرگ عمیدی، پاساژ وصلی، پاساژ حیدرزاده، مرکز خرید ایدئال و بازار روس را نام برد.
- پاساژ ولیعصر

پاساژ ولیعصر اواخر دهه ۷۰ شمسی در خیابان شهید نادر حاجی عباسی (مرکز شهر) احداث شد. بنای اولیه در دو طبقه ساخته شد ولی بعدها طبقه سوم نیز به پاساژ ولیعصر اضافه گردید. وضعیت مغازه‌ها و نمای داخلی پاساژ در حد مطلوبی ساخته شده است.
هم‌اکنون در پاساژ ولیعصر بالغ بر ۶۰ مغازه در زمینه البسه ورزشی، مجلسی، زنانه، شال و روسری، لوازم آرایشی و بهداشتی، بچه گانه، کیف و کفش، مانتو، بدلیجات و… مشغول به فعالیت می‌باشند که اجناس این پاساژ به‌طور گسترده از کشورهای ترکیه، اندونزی، ویتنام، درجه یک چین وارد می‌گردد.
از عمده مشکلات این پاساژ می‌توان به نمای بیرونی آن اشاره کرد که پس از طی بیش از یک دهه از تأسیس آن به حالت آجر و بدون نمای خاصی رها شده است.
- پاساژ سیدان

پاساژ سیدان روبروی بانک توسعه صادرات ایران شعبه آستارا پس از راه‌اندازی پاساژ ولیعصر افتتاح شد، پاساژ سیدان تقریباً در دو و نیم طبقه طراحی و ساخته شده است که از لحاظ قوانین در نوع خود منحصربه‌فرد می‌باشد،
زیرا مغازه‌ها در طول روز نباید به هیچ وجه بسته شوند و ساعت ورود و خروج مغازه داران در یک بازه مشخص از سوی مدیریت پاساژ می‌باشد.
پاساژ سیدان نیز در زمینه‌های گوناگونی از قبیل لباس مردانه، زنانه، مجلسی، مانتو، بچه گانه، کیف و کفش و… مشغول به فعالیت می‌باشد؛ که بیشتر اجناس مغازه داران به مانند پاساژ ولیعصر درجه یک بوده از کشورهای معتبر در زمینه البسه نظیر ترکیه و جین خریداری می‌گردد.
- پاساژ ایدئال

پاساژ ایدئال در خیابان شهیدنادر حاجی عباسی مجاورت پاساژ ولیعصر، پس از راه‌اندازی پاساژ ولیعصر و سیدان احداث شد. فاز اول پاساژ ایدئال در ۴ طبقه با امکاناتی نظیر آسانسور و پله برقی به همراه یک پاساژ در زیرزمین به مغازه داران تحویل داده شد، یکی از مجموعه پاساژهای ایدئال بعدی که ساخته شد در مجموعه بازارهای نور در طبقات دو، سه، چهار قرار داشت که هیچگاه رونق پاساز ایدئال را به خود ندید.
مجموعه‌های دیگری که توسط سرمایه‌گذار پاساژهای ایدئال طراحی و ساخته شد پاساژ بزرگی جنب فلکه بانک ملی بود که پس از اتمام نصف ملک به صاحب پاساژ ولیعصر فروخته شد.
- پروژه شرکت لاله بزرگ با مشارکت شهرداری بندرآستارا: درحال احداث
- پروژه سیتی سنتر(city center): درحال احداث
- پروژه کاکتوس بزرگ: درحال احداث

## ترابری

### پایانه مسافربری
| ردیف | شهر                              | فاصله (کیلومتر) |
| ---- | -------------------------------- | --------------- |
| ۱    | اردبیل                           | ۷۵              |
| ۲    | تبریز                            | ۲۹۶             |
| ۳    | باکو                             | ۴۰۰             |
| ۴    | تهران                            | ۵۱۴             |
| ۵    | گرگان                            | ۶۸۲             |
| ۶    | بندرعباس                         | ۱۸۴۸            |
| ۷    | استانبول                         | ۲۰۷۶            |
| ۸    | باتومی                           | ۱۰۲۸            |
| ۹    | بوشهر                            | ۱۵۳۳            |
| ۱۰   | رشت                              | ۱۸۹             |
| ۱۱   | بندرانزلی                        | ۱۴۹             |
| ۱۲   | قزوین                            | ۳۳۷             |
| ۱۳   | زنجان                            | ۳۵۰             |
| ۱۴   | اولین فرودگاه بین‌المللی (اردبیل) | ۶۸              |
| ۱۵   | اولین راه‌آهن بین‌المللی (آستارا)  | ۵               |
| ۱۶   | مشهد                             | ۱۲۵۶            |
| ۱۷   | چابهار                           | ۲۴۷۵            |
| ۱۸   | شیراز                            | ۱۴۳۸            |
| ۱۹   | اصفهان                           | ۹۵۳             |
| ۲۰   | ارومیه                           | ۴۳۵             |
| ۲۱   | بازرگان                          | ۵۷۶             |
| ۲۲   | بندرامام خمینی                   | ۱۴۰۳            |
| ۲۳   | میرجاوه                          | ۲۱۶۵            |
| ۲۴   | کرمان                            | ۱۵۵۰            |

### ترابری
شهر آستارا بر سر جاده۴۹ و جاده۱۶ قرار گرفته است. جاده۴۹ بخشی از بزرگراه ۸ آسیا است که پایانه مرزی آستارا و شهر آستارا را به سمت مرکز استان یعنی شهر رشت و به جنوب و مرکز کشور متصل می‌کند. همچنین جاده۱۶ نیز جاده آستارا -اردبیل است که به سمت استان اردبیل رفته و با عبور از شهر اردبیل به سمت تبریز، ارومیه و نهایتاً مرز سرو در آذربایجان غربی می‌رود.

### پایانه ترانزیت
ترمینال ترانزیت آستارا دریچه‌ای مرزی برای وصل کردن اروپا، روسیه و کشورهای آسیای میانه به پایانه راه‌آهن آستارای آذربایجان در مرزهای ایران - آذربایجان به وسیله خط آهن است. همچنین ترمینال آستارا به عنوان محل ورود برای کالاهای حمل شده با کشتی از طرف اروپا و کشورهای آسیای میانه به کار می‌رود. این کالاها از طریق ایران به وسیله تریلرهای جاده‌ای به عراق ترانزیت می‌شوند. صادرات محموله‌های ایرانی به وسیله جاده به آستارا و از آستارا به روسیه و کشورهای آسیای میانه و اروپا با خط آهن از دیگر مزیت‌های ترمینال آستارا است. کالاها با راه‌آهن از اروپای غربی در مدت ۱۵ روز ‚ یا ظرف مدت ۱۰–۵ روز از روسیه و کشورهای آسیای میانه، به آستارا می‌رسند. از آستارا، به وسیله جاده، به مقصدهای نهایی در ایران فرستاده می‌شوند.

### بندر
|                                                                                               |  |  |
| دیوار دریایی محدودهٔ اسکلهٔ آستارا (چپ). کشتی لایروب پهلو گرفته در محدودهٔ اسکلهٔ آستارا (راست).. |  |  |

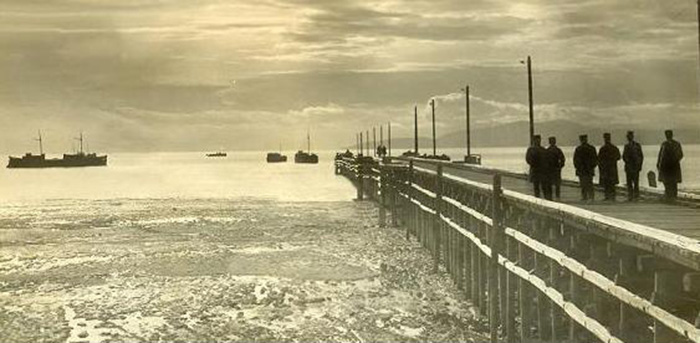
تصویری از اسکله چوبی بندر آستارا در سال ۱۲۹۰. تأسیسات بندر آستارا پس از انقلاب روسیه، به علت سیاست مقابله با کمونیسم، دچار رکود شده و به مرور زمان متروکه و نابود شد.

ملگونف در سفرنامهٔ خود حدود ۱۴۰ سال پیش می‌نویسد «آستارا بندری است که هرساله از حاجی ترخان(آستراخان کنونی) و باکو ۵۰ کشتی به آنجا می‌آید و اغلب بارشان آهن است» این اسکله در دوران پهلوی از رونق می‌افتد تا زمانی که پس از انقلاب اسلامی اسکله‌ای مدرن شروع به احداث گردید و بخش صیادی آن به بهره‌برداری رسید. و امروزه بندرآستارا، نخستین بندر خصوصی و چندمنظوره کشور و پنجمین بندر فعال ترانزیتی شمال کشور می‌باشد.
اسکله تجاری آستارا با عنوان نخستین بندر خصوصی کشور به صورت رسمی در نیمه دوم فروردین ۱۳۹۲ شمی با حضور معاون اول رئیس‌جمهور وقت افتتاح شد، در تاریخ ۱۳۹۱٫۱۲٫۱۹ نخستین کشتی پهلوگرفته در بندرآستارا یک کشتی با ۳۶۰۰ تن گندم و بار کانتینری از آکتائو قزاقستان بود. همچنین در تاریخ ۱۳۹۲٫۰۱٫۲۰ نخستین محموله صادراتی بندر آستارا به مقصد جمهوری آذربایجان و بندرباکو بارگیری شد. در هفت‌ماهه سال ۱۳۹۲ نیز ۱۲۰۰ تن کالا به ارزش ۱ میلیون و ۴۲۷هزار دلار از طریق اسکله بندر آستارا با ۱۵ فروند کشتی به کشورهای روسیه و جمهوری آذربایجان صادر شده است. عمده کالاهای صادره شامل کربنات کلسیم، پودر پی وی سی، سرامیک، کاشی، پودر صابون، سیمان سفید و تیتانیوم دی‌اکسید بوده است. در همین مدت زمان یک هزار تن کالای وارداتی (تخته) به ارزش ۲۰ میلیارد ریال در اسکله بندر آستارا ترخیص شده که از کشور روسیه وارد شده است. از زمان بازگشایی بندر تا اردیبهشت ۱۳۹۳، ۲۷ فروند کشتی در این لنگرگاه پهلو گرفته که فعالیت‌های بندری در این اسکله کماکان ادامه دارد.
مشخصات اسکله
| ردیف | تعداد پست اسکله | طول     | آبخور   | نوع سازه | نوع کاربری            |
| ---- | --------------- | ------- | ------- | -------- | --------------------- |
| ۱    | ۱               | ۱۵۰ متر | ۵٫۵ متر | بتنی     | شرکت کاوه (تجاری)     |
| ۲    | ۱               | ۲۰ متر  | ۳ متر   | فلزی     | نیروی دریایی (نظامی)  |
| ۳    | ۱               | ۲۰ متر  | ۵٫۱ متر | فلزی     | دریابانی مرزی (نظامی) |

### راه‌آهن

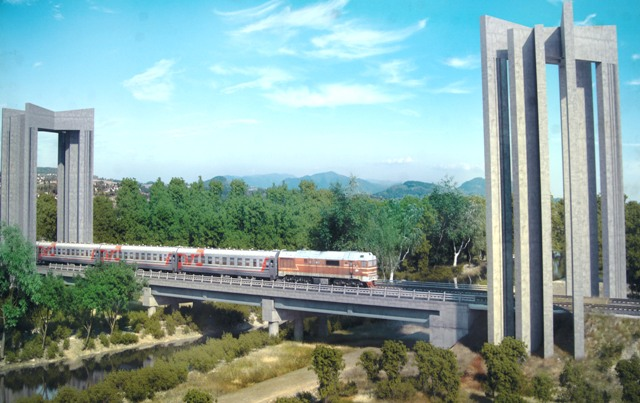
ماکت پل ریلی آستارا-آستارا که بر روی رودخانه مرزی آستاراچای توسط دو کشور ایران و جمهوری آذربایجان احداث شد.

تکمیل طرح راه‌اندازی راه‌آهن قزوین، رشت، بندرانزلی و بندرآستارا می‌تواند کمک شایانی در رشد اقتصادی ایران و به طبع استان گیلان و بندرآستارا باشد. تکمیل این طرح می‌تواند تأثیر به سزایی در رشد صنعت حمل و نقل در ایران داشته باشد. موقعیت استراتژیک بندر آستارا در در دریای خزر و هزینه کمتر حمل و نقل بار به جمهوری آذربایجان از طریق راه‌آهن و کشتی موجب افزایش اهمیت اتمام هر چه سریعتر این طرح می‌گردد. خط‌آهن قزوین - رشت - انزلی - آستارا به عنوان یکی از قطعات کریدور شمال به جنوب برای منطقه اهمیت دارد. در صورت تکمیل این کریدور بسیاری از کشورها ترجیح می‌دهند به‌دلیل کوتاه بودن طول مسیر و ارزان شدن هزینه‌های حمل و نقل، جابه‌جایی کالای ترانزیتی خود را از طریق این کریدور و کشور ایران انجام دهند که این امر موجب افزایش درآمد کشور از محل ترانزیت خواهد شد.
با توجه به طولانی شدن احداث راه‌آهن قزوین-رشت-آستارا، با رایزنی‌های انجام شده وزیر اقتصاد جمهوری آذربایجان، شاهین مصطفی‌یف و وزیر راه و شهرسازی ایران، عباس آخوندی قرار بر ساخت ۱۰ کیلومتر راه‌آهن بین‌المللی میان دو کشور ایران-آذربایجان تا پایان سال میلادی ۲۰۱۶ شد که ۸ کیلومتر طرف خارجی و ۲ کیلومتر از سوی طرف ایرانی ساخته شده و از طریق پل ریلی به طول ۸۰ متر از روی رودخانه مرزی آستاراچای به هم متصل خواهند شد.

## نیروهای نظامی

### هنگ مرزی

محدوده مرزی آستارا (روستای قلعه)

آستارا پس از جدایی آذربایجان کنونی از ایران و ملحق شدن به شوروی سابق توسط عهدنامه‌های ترکمانچای و گلستان میان دولت قاجاریه و امپراتوری روسیه دوتکه شد. قسمت شمالی آستارا در ترکیب شوروی سابق و آستارای جنوبی در ترکیب ایران قرار گرفت. بالطبع حساسیت‌های مرزی باعث می‌شد افرادی در هر دو سوی مرزها از خاک کشور خود محافظت نمایند. در اواخر دولت قاجاریه و اوایل پهلوی مردمان آستارا و خوانین حیران از خاک کشور دفاع می‌کردند که پس از تشکیل یکپارچه فرماندهی مرزبانی و سامان بخشیدن به شرایط موجود، پاسگاه‌های مرزی توسط سربازان و مأموران نظامی آموزش دیده شروع به کار کرد.
آستارا به هیچ وجه چهره یک شهر مرزی را که با افکار مردم تداعی می‌شود را ندارد، و یکی از بی تنش‌ترین و آرامترین مرزهای زمینی کشور در طول دهه‌های گذشته به‌شمار رفته است. این امر زمانی نمود می‌یابد که خانه‌های مردم آستارا در ۱۰ متری مرزها ساخته می‌شود و کشاورزان در روستاهای مرزی نظیر کشفی در یک‌وجبی سیم خاردارها به کاشت برنج مشغول می‌شوند.
آستارا نزدیک به ۳۷٫۵ کیلومتر مرز زمینی و با حدود ۱۵ کیلومتر مرز استراتژیکی دریایی در حساس‌ترین نقطه ممکن با دولت آذربایجان قرار دارد. پاسگاه‌ها و برجک‌های متعددی در داخل شهر، روستاها و جاده‌های منتهی به آستارا وجود دارد که وظیفه دفاع از مرزها را بر عهده دارند.
فرماندهی هنگ مرزی شهرستان آستارا زیر نظر فرماندهی هنگ مرزی استان گیلان به مرکزیت بندرانزلی به فعالیت می‌پردازد. نکته قابل تأمل در مرکزیت انزلی این است که این شهر چهرهٔ یک شهر مرزی در حوزه مرز زمینی را ندارد ولی مقر فرماندهی استان در این شهر قرار گرفته است.
آستارا تنها مرز زمینی استان و اتصال دهندهٔ گیلان به سرزمین‌های قفقاز می‌باشد علاوه بر مرز زمینی، مرز دریایی آستارا نیز به فعالیت خود در پاسداری از حوزهٔ آبی می‌پردازد.
فرماندهی مرزبانی آستارا در خیابان ملت و معاونت عملیات و امور مرزی روبروی پارک معلم جنب اداره گل گمرک بندرآستارا با ساختمان بسیار قدیمی ساخته شده است. پاسگاه‌ها و برجک‌های داخل شهر در محدوده پل مرزی ایران و کشور آذربایجان و در کنار گمرک زمینی آغاز می‌گردد و تا انتهای بلوار جانبازان که انتهای حوزه شهری محسوب می‌شود پایان می‌باید.
پاسگاه‌های حوزه جغرافیایی مرزبانی آستارا از روستاهای آستارا تا تونل آستارا-اردبیل به صورت زیر قرار گرفته است:
- پاسگاه مرزی خشکه دهنه
- پاسگاه مرزی باغ سیروس
- پاسگاه مرزی قلعه
- پاسگاه مرزی کشفی
- پاسگاه مرزی خانبلاغی
- پاسگاه مرزی بهارستان
- پاسگاه مرزی آقچای
- پاسگاه مرزی حیران
- پاسگاه مرزی ونه بین

در بین پاسگاه‌ها برجک‌های مرزبانی متعددی وجود دارد که روی آن‌ها از طریق اعداد اسم‌گذاری شده است. (به عنوان مثال برجک مرزی شماره ۱۰ آستارا)
با توجه به مرز دریایی در حدود ۱۵ کیلومتری با کشور آذربایجان، فرماندهی مرزبانی در حوزه دریایی نیز دارای دو پایگاه ثابت دریایی به نام‌های پاسگاه مرزی ساحلی چلوند و ناوگروه شناوری در محدوده اسکله تجاری آستارا می‌باشد.

### نیروی دریایی
نیروی دریایی در شمال کشور از سابقه دیرینه‌ای برخوردار است، ناوگان شمال به عنوان ارشد نظامی ارتش در استان گیلان، منطقه چهارم دریایی انزلی، پایگاه دریایی آستارا، فرماندهی تخصص‌های دریایی در رشت و تفنگداری دریایی در منجیل را زیرمجموعه خود دارد. حفاظت از محدوده تحت حاکمیت جمهوری اسلامی ایران در دریای خزر از طریق گشت‌های سطحی، هوایی و نیز حفظ امنیت سکوی نفتی امیر کبیر ازجمله وظایف مهم ناوگان شمالی نیروی دریایی ارتش است.
آستارا به عنوان پیشانی ورودی دریای خزر از سمت کشور آذربایجان دارای پایگاه دریایی ارتش در محدوده روستای سیبلی و پایگاه مستقر در محدوده اسکله تجاری آستارا به فرماندهی ناخدا سوم مرتضی یوسفی به فعالیت خود می‌پردازد.

## خدمات شهری

### شهرداری (بلدیه)
پیشینه نخستین نهادهای رسمی برای اداره امور شهر بر می‌گردد به چند دهه قبل از انقلاب مشروطیت و به دوران حکومت سلسله قاجار در سال ۱۲۸۶ شمسی که قبلاً شهرداری را به عنوان بلدیه می‌شناختند و به تصویب مجلس شورای ملی رسید و اولین بلدیه بر اساس قانون بلدیه در شهر تهران تأسیس گردید و تا سال ۱۳۰۰ شمسی فقط در ۹ شهر به نام‌های کرمان - تبریز - همدان - دزفول - مراغه - مشهد - ماکو و آستارا بلدیه تشکیل شد و از آغاز سلطنت رضا شاه تا سال ۱۳۰۹ شمسی حدود ۵۲ شهرداری در سراسر کشور تأسیس گردید.
تاریخچه فعالیت‌های شهرداری و شهرداری آستارا به سه قسمت کلی می‌توان تقسیم نمود:
- شهرداری آستارا برای اولین بار در سال ۱۲۸۷ شمسی از سوی عده‌ای از فرهیختگان و بزرگان شهر با هدف حمایت از اهالی آستارا و ایجاد امکانات رفاهی و خدمات نوین به سبک شهرهای مدرن دنیا تحت نظر حکومت وقت به شکل انجمنی به نام انجمن ولایتی – فرهنگی و بلدی ایجاد شد.
- دومین دوره فعالیت شهرداری در آستارا از سال ۱۳۰۱ شمسی با تصویب قانون بلدیه در مجلس ملی شروع شد. از مهم‌ترین اتفاقات این دوره می‌توان احداث اولین خیابان‌های آستارا به سبک امروزی و ایجاد پارک و خرید دستگاه موتور برق و ایجاد تأسیسات مربوط به تأمین و اداره شهر اشاره نمود.
- سال ۱۳۱۱ شمسی آغاز سومین دوره شهرداری آستارا به حساب می‌آید که توسط دولت و انجمن بلدیه اداره می‌شد که مهم‌ترین وقایع این دوره شهرداری پایه‌گذاری اولین سری از قوانین و مقررات شهری و رونق چشمگیر فعالیت‌های شهرداری را می‌توان نام برد. همچنین در این دوره و به سال ۱۳۲۹ اولین انجمن شهر آستارا به صورت مستقل تشکیل و شهرداری از بخش داری مجزا شد و و اولین شهردار رسمی آستارا به نام جلیل حسینی انتخاب گردید.

از وقایع ناگوار این دوره از شهرداری، می‌توان به از بین رفتن تجهیزات و امکانات شهری در کودتای شهریور ۱۳۲۰ اشاره نمود.

### مراکز بهداشتی و درمانی
- بیمارستان دکترشریعتی(۱۳۰۸)
- بیمارستان شهیدبهشتی آستارا(۱۳۵۳)
- اورژانس و پلی کلینیک تخصصی بیمارستان شهید بهشتی
- درمانگاه تأمین اجتماعی آستارا
- بیمارستان ۱۳۲ تختخوابه آستارا (درحال احداث)[۱۵۱]

طی سال‌های اخیر بیمارستان شریعتی تغییر نام داده و از زیر مجموعه‌های بیمارستان شهید بهشتی شده است.
به‌طور کلی شهر از نظر خدمات درمانی، دارویی و واکسیناسیون در سطح مطلوبی به سر می‌برد، اما رویهٔ معمول آن است که اهالی شهر برای بیشتر بیماری‌های مهم به شهرهای اردبیل یا رشت مراجعه می‌کنند.

### ورزش
آستارا دارای ۴۴۰۰ ورزشکار سازماندهی شده می‌باشد و مهم‌ترین اماکن ورزشی این شهر عبارتند از:
| نام مجموعه                        | مالک                     | زیربنا (مترمربع) |
| --------------------------------- | ------------------------ | ---------------- |
| سالن ورزشی تختی(۵۰۰ نفری)         | اداره ورزش و امور جوانان | ۷۸۵ (سرپوشیده)   |
| سالن کشتی و ژیمناستیک             | اداره ورزش و امور جوانان | ۲۰۲ (سرپوشیده)   |
| سالن شطرنج                        | اداره ورزش و امور جوانان | ۲۳۸ (سرپوشیده)   |
| سالن آزادگان                      | اداره ورزش و امور جوانان | ۳۹۰ (سرپوشیده)   |
| استادیوم فوتبال وحدت(۲۰۰۰ نفری)   | اداره ورزش و امور جوانان | ۷۴۰۰ (روباز)     |
| سالن ورزشی انقلاب(۱۰۰۰ نفری)      | اداره ورزش و امور جوانان | ۲۴۰۷ (سرپوشیده)  |
| استادیوم فوتبال سیبلی             | اداره ورزش و امور جوانان | ۶۵۰۰ (روباز)     |
| سالن ورزش‌های رزمی                 | اداره ورزش و امور جوانان | ۲۰۲ (سرپوشیده)   |
| سالن ولایت                        | اداره ورزش و امور جوانان | ۱۱۹۱ (سرپوشیده)  |
| سالن ورزشی کانرود                 | اداره ورزش و امور جوانان | ۱۴۷۲ (سرپوشیده)  |
| زمین تنیس خاکی                    | اداره ورزش و امور جوانان | ۷۷۷ (روباز)      |
| زمین چمن شهرک هجرت                | اداره ورزش و امور جوانان | ۱۰۰۰۰ (روباز)    |
| سالن ورزشی سیبلی                  | اداره ورزش و امور جوانان | ۱۳۳۶ (سرپوشیده)  |
| سالن ورزشی لوندویل                | اداره ورزش و امور جوانان | ۱۲۸۶ (سرپوشیده)  |
| زمین چمن کادوس                    | بخش خصوصی                | ۱۰۰۰۰ (روباز)    |
| سالن امام علی (ع)                 | آموزش و پرورش            | ۲۴۸ (سرپوشیده)   |
| سالن ورزشی علی انصاری             | آموزش و پرورش            | ۶۳۰ (سرپوشیده)   |
| سالن ورزشی آزادی(۵۰۰ نفری)        | آموزش و پرورش            | ۸۰۰ (سرپوشیده)   |
| سالن بدنسازی                      | هلال احمر                | ۶۰۰ (سرپوشیده)   |
| سالن کشتی شهرداری                 | شهرداری                  | ۲۴۸ (سرپوشیده)   |
| سالن ورزشی دانشگاه آزاد(۵۰۰ نفری) | دانشگاه آزاد             | ۱۵۰۰ (سرپوشیده)  |

## فرهنگ

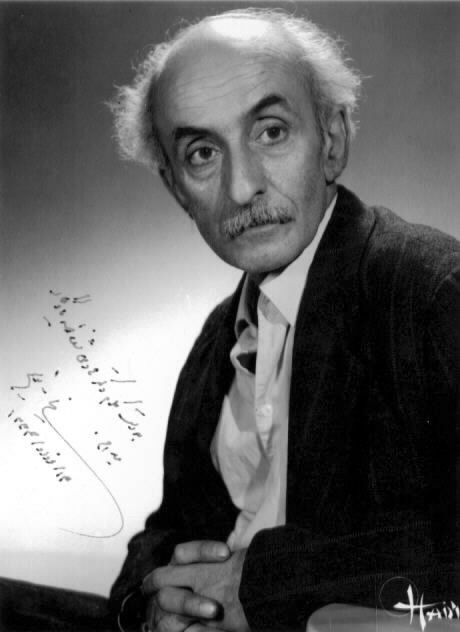
نیما یوشیج معلم دبیرستان حکیم نظامی در اوایل سده جاری

آستارا برای سالیان مدید و از سال‌های پیش از وقوع انقلاب اسلامی رکورددارِ میزان جمعیت باسواد در کشور است. مطابق آخرین آمار آستارا با داشتن بیش از ۹۸٫۸٪ از باسوادترین شهرهای ایران است. از قدیمی‌ترین و نخستین کتابخانه کشور، کتابخانه عمومی شماره یک آستارا (در گذشته قرائت خانه آستارا) به تاریخ ۱۳۰۳ تأسیس شده است.
روز ۱۵ شهریور سالروز اعلام ریشه‌کنی بی‌سوادی در آستارا، به نام روز ملی آستارا نام‌گذاری شده است.

### سینما
در سال ۱۳۷۶ شمسی و پس از آتش‌سوزی در یکی از قدیمی‌ترین و بزرگ‌ترین سینماهای گیلان در آستارا سینما قیام، سینما آستارای سابق، که ابتدا با نام سالن اپرا در سال ۱۳۲۰ شمسی در میدان اصلی و مرکزی شهر احداث شده بود.
حال در آستارا یک سینما به نام سینما دریا با ظرفیت ۲۸۰ نفری، چهار سالن تئاتر کانون امام خمینی، دانشگاه آزاد، کانون پرورش فکری کودکان و سالن باغ ملی «تئاتر شهر» و سه سالن اجتماعات مجهز در هتل بین‌المللی اسپیناس، اداره تبلیغات اسلامی به نام «شهدای گمنام» و سالن سپاه آستارا، یک گالری هنری مدرن «گالری هنری معراج» موجود می‌باشد، که با احداث سالن بزرگ ۷۵۰ نفری سینما و تئاتر اداره ارشاد شمار اماکن فرهنگی شهر افزایش می‌یابد.
لازم به توضیح است آستارا در زمینه سینما دارای یک سینما چهاربعدی درحاشیه سواحل دریا (بلوار سفیر امید) ویک سینما پنج بعدی در ورودی شهر می‌باشد. بزرگ‌ترین سالن آمفی تئاتر گیلان در آستارا با ظرفیت ۷۰۳ نفری در نخستین روز از سال ۹۴ به بهره‌برداری رسید.

### کتابخانه عمومی
یکی از قدیمی‌ترین و نخستین کتابخانه‌های کشور، کتابخانه عمومی شماره یک آستارا (به نام پیشین: قرائت‌خانه آستارا) به تاریخ ۱۳۰۳ تأسیس شده است.
طبق آمار ۱۳۸۲ در استان گیلان ۵۵ کتابخانه عمومی دولتی وجود دارد که در مجموع حدود ۲۱۳٬۴۹۸ جلد کتاب، به غیر از نشریه‌های ادواری، دارند. تعداد اعضای آن‌ها طبق آمار ۷۲۸٬۵۴ نفر است. قدیمی‌ترین این کتابخانه‌ها کتابخانه عمومی شماره ۱ شهر آستاراست که در ۱۳۰۳ توسط گروهی از مردم این شهر تأسیس شد و در ۱۳۴۵ به مالکیت وزارت فرهنگ و هنر وقت درآمد. هم‌اکنون این کتابخانه بیش از ۱۵۰۰۰ جلد کتاب دارد.
در سطح شهر علاوه بر کتابخانه عمومی شماره (۱)، کتابخانه عمومی شماره (۲) نیز در ارائه خدمات به مردم فعال می‌باشد.

### عمومی
طبق آخرین آمار ارائه شده از سوی اداره آموزش و پرورش آستارا، در سال تحصیلی ۹۲–۱۳۹۱ تعداد دانش آموزان مدارس دولتی و غیردولتی ۱۴۵۰۰ اعلام شده است که در ۷۴ مدرسه ابتدایی، ۳۰ مدرسه راهنمایی و ۲۰ مدرسه متوسطه در شهرستان آستارا مشغول به تحصیل می‌باشند.
در سال تحصیلی ۹۵–۱۳۹۴ بیش از ۱۶٬۰۰۰ دانش‌آموز در ۱۵۶ مدرسه دخترانه و پسرانه فعال، مشغول به تحصیل بوده‌اند.

### عالی
- دانشگاه آزاد اسلامی آستارا
- آموزشکده فنی وحرفه‌ای سما واحد آستارا
- دانشگاه پیام نور مرکز آستارا
- دانشگاه جامع علمی و کاربردی آستارا
- مؤسسه آموزش عالی شهریار آستارا
- حوزه علمیه برادران حضرت ولی عصر آستارا

شایان ذکر است نخستین مرکزآموزش عالی درآستارا، دانشگاه آزاد اسلامی است که تأسیس آن به سال تحصیلی ۱۳۶۶/۶۷ بر می‌گردد. دانشگاه آزاد اسلامی واحد آستارا با دورشته کشاورزی و معارف اسلامی و جذب ۲۵۸ دانشجو کار خود را آغاز کرده است. درحال حاضر بیش از ۱۰٬۰۰۰ هزار دانشجو و طلبه در دانشگاه‌ها و حوزه علمیه درحال تدریس می‌باشند.

### فولکلور
مقصود عبداللهی در کتاب دیده‌ها و شنیده‌ها در آستارا که شامل صدها اصطلاح، مثل و ضرب‌المثل (جلد اول - الف، همزه) در مورد اهالی آستارا می‌باشد چنین می‌گوید:چیزی برای گفتن ندارم! آستارایی‌ها مردمی باهوش، با فرهنگ و فرهنگ پرورند و نیک آگاهند که فولکلور آذری پرورده ذهن ایرانیان آذری شجاع و وطن دوست است و این را در طول تاریخ به اثبات رسانده‌اند. برخی مثل‌های که با الف شروع شده مانند: اوره ک لنیب (دل و جرئت پیدا کرده است) و ایتین دیلین بیلی (در مورد کودکانی می‌گویند که بیش از سن خود حرف می‌زنند)

### مراسم و آیین‌های سنتی
- مراسم سنتی قره بایرام (به فارسی: عید سیاه) در نخستین روز از عید نوروز یا عید فطر در آستارا انجام می‌پذیرد و مردم این شهر به دید و بازدید کسانی که در طول سال نزدیکان خود را از دست داده‌اند در سطح مساجد یا در خانه صاحبان عزا می‌روند.[۱۶۷]
- آیین سنتی شاخسی واخسی در برخی از نواحی روستایی در روز تاسوعا[۱۶۸] و مراسم سنتی شبیه‌خوانان توسط جوانان و ریش‌سفیدان در روز عاشورا که واقعه کربلا را ترسیم می‌کند در این منطقه از استان گیلان انجام و پس از آن خیمه‌های نمادین سوزانده می‌شود.[۱۶۹]
- شال ساللاماق یا دستمال آتی (به فارسی: دستمال انداختن) یکی از مراسم سنتی اهالی آستارا در چهارشنبه سوری به‌شمار می‌رود که عموماً جوانان شال و دستمالی را به خانه‌های همسایگان، دوستان و حتی افراد ناشناس انداخته و به صورت ناشناس طلب عیدی می‌کردند.[۱۷۰]
- تکم و تکم چی، بز نر و عروسک‌چوبی است که به قطر حدود چهار سانتیمتر، طول ۲۵ و عرض ۱۲ الی ۱۵ ساخته می‌شود و آن را آذین می‌کنند روی این عروسک چوبین را با مخمل یا پارچه هائی به رنگ قرمز می‌پوشانند و روی این پارچه را نیز با پولک، زنگوله، سکه و نیز پارچه‌های الوان و حتی آئینه تزیین می‌کنند. رنگ سرخ به معنی شادی و نشاط است. در مناطق ترک‌زبان نظیر آستارا خیلی مورد استفاده قرار می‌گیرد. تکم چی‌ها در واقع پیش قراولان چهارشنبه سوری و عید بودند که با آمدن خود بهار و نوروز را نوید داده و با خواندن اشعار موزون به زبان ترکی در حیاط منازل طلب عیدی می‌کردند.[۱۷۰]

### غذاهای معروف
لونگی از معروف‌ترین غذاهای شهر آستارا محسوب می‌شود که در هنگام پذیرایی از مهمانان خود سعی در پختن این غذا دارند. در چیله گئچسی (به فارسی: شب یلدا) و همچنین عید نوروز و چهارشنبه سوری این غذای محلی آستارایی در بیشتر خانه‌ها پخت می‌شود. چغرتما، باستیرما و بورانی پلو از دیگر غذاهای معروف و محلی خاص آستارا به حساب می‌آید.

## شهرهای خواهر
| پرچم  | نام کشور | شهر خواهرخوانده |
| ----- | -------- | --------------- |
| ایران | ایران    | بانه            |

## پی‌نوشت‌ها